# Rocca San Silvestro

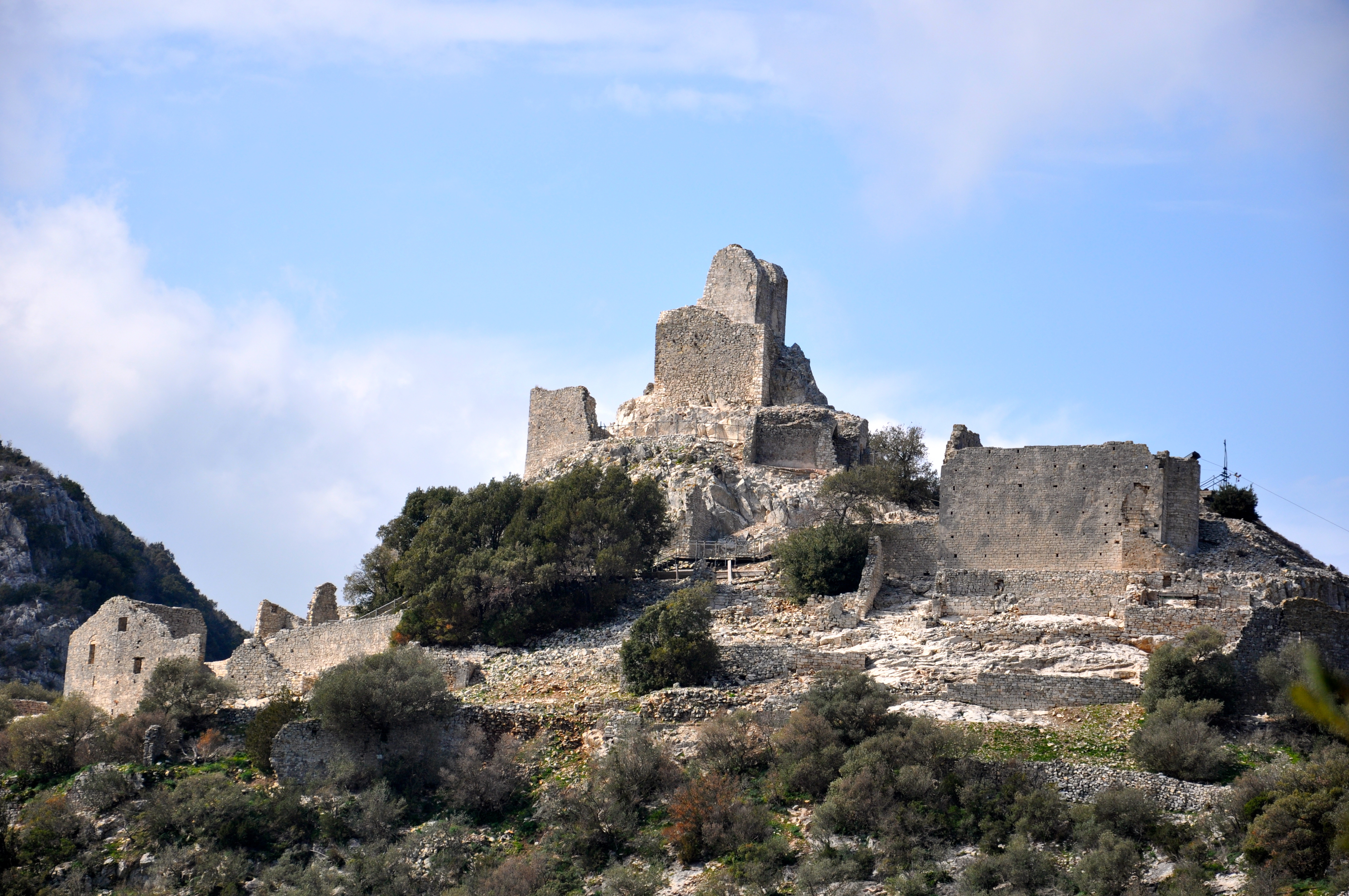
La rocca di San Silvestro

Rocca San Silvestro è un villaggio fortificato sorto intorno al X secolo, grazie allo sfruttamento signorile dei ricchi giacimenti minerari.
Il complesso si trova all'interno del parco archeominerario di San Silvestro, nel comune di Campiglia Marittima nell'Alta Maremma, in provincia di Livorno, precisamente sul crinale del Monte Rombolo, a una quota di 331 metri s.l.d.m.; l'ingresso al parco è collocato sulla strada provinciale che collega Campiglia Marittima a San Vincenzo.
Dalla sommità si riesce a vedere, attraverso le Valli dei Lanzi e del Temperino, sia la Torre di San Vincenzo che la Rocca di Campiglia, dato che, le tre torri fanno parte di una rete di collegamenti presente in tutta la Val di Cornia, situate in postazioni strategiche per poter avvistare e difendere il territorio da attacchi esterni e comunicare per tempo alle altre fortificazioni difensive.
Il territorio delle colline Campigliesi è ricco di giacimenti minerari, soprattutto di rame e di piombo argentifero, necessari nel passato per la produzione monetaria delle zecche toscane.
Il complesso di rilievi e valli è attraversato da due filoni paralleli di roccia porfirica, lungo i quali, si sono sviluppate colonne di minerale spesse talvolta centinaia di metri, Rocca San Silvestro nasce quindi, come altri castelli limitrofi (Biserno e Acquaviva), all'interno di un'importante area mineraria.
Il complesso monumentale della Rocca è stato inaugurato nel 2008 dopo un accurato restauro.

## Descrizione

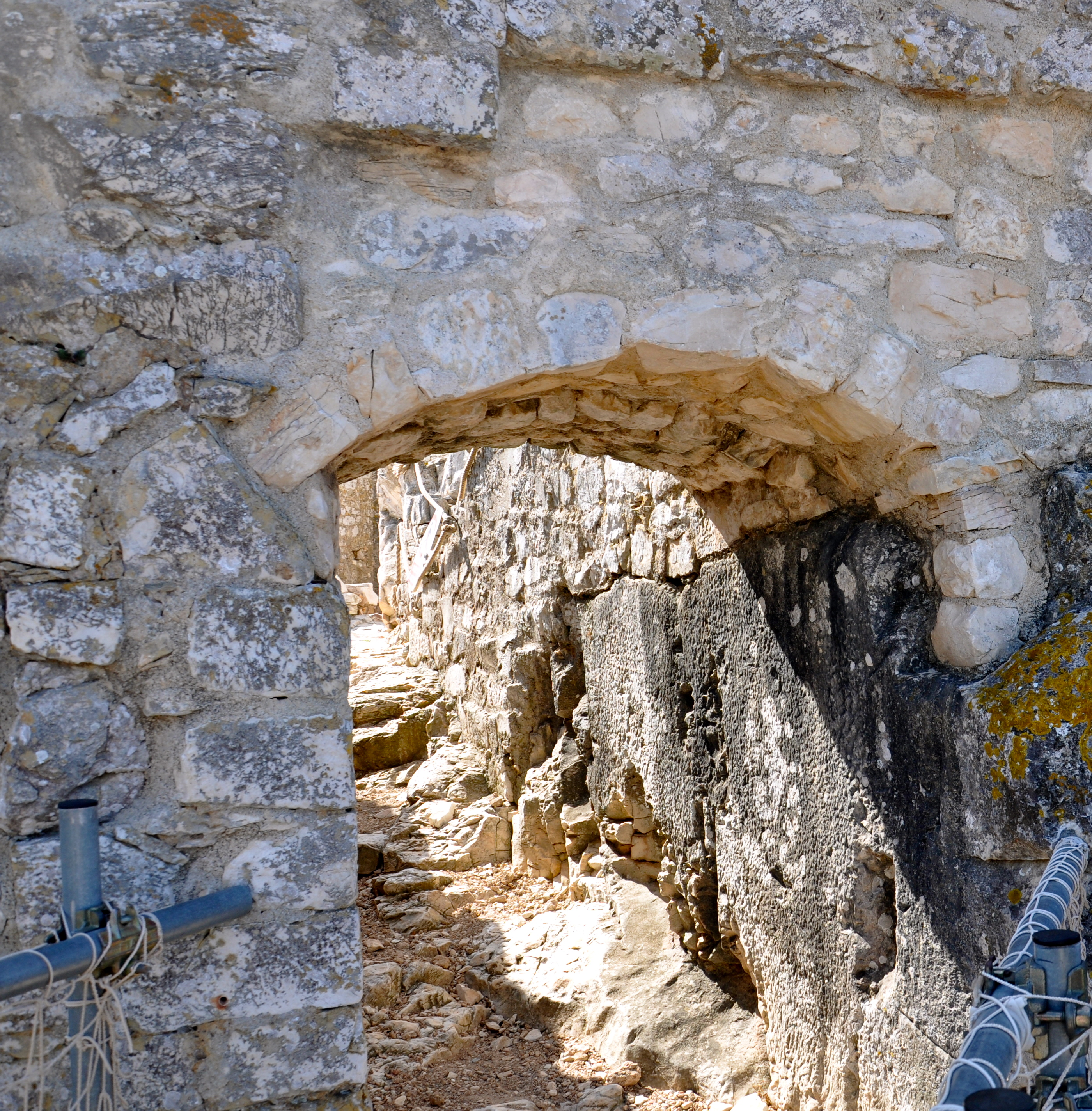
Ingresso al cassero

Il villaggio è composto da due piani concentrici e fortificati. Il piano superiore costituisce la vera e propria parte fortificata, con la torre di guardia, mentre quello inferiore è il centro abitato dai minatori, con le abitazioni, il forno, l'area produttiva e il borgo popolare.
Per l'area signorile si possono individuare più fasi costruttive:
- In una prima fase, databile prima dell'XI secolo, fu fatto un taglio nel paleosuolo roccioso, per realizzare una platea dove furono costruiti tutti gli ambienti. Successivamente verrà realizzata la prima pavimentazione in lastre di marmo, circondata da una cinta muraria difensiva di notevole spessore.
- Nella seconda fase costruttiva (tra il XII e il XIV secolo) viene costruita la torre, vengono effettuate numerose ristrutturazioni, collegate forse all'attacco volterrano o al terremoto. Sarà ricostruita la cinta muraria, con l'ingresso dal piano sottostante, la porta ad arco e le scale tagliate nella pietra.

Immediatamente sotto l'area militare-signorile si ha un piano circondato da una seconda cortina muraria, tuttora ben conservata per lunghi tratti, al cui interno si sviluppa il centro abitato popolare con le abitazioni, e i fulcri vitali del villaggio.

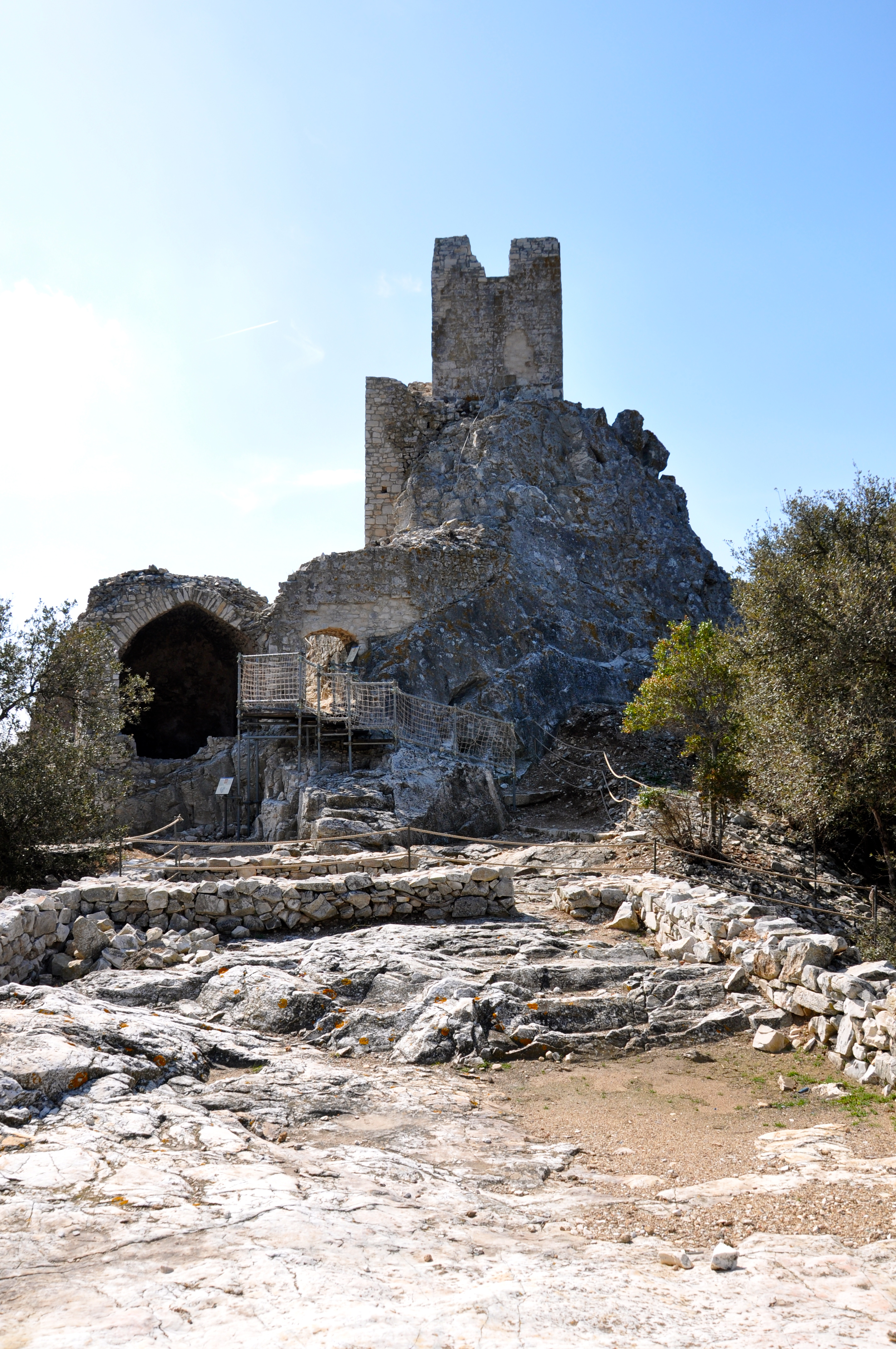
La torre e la cisterna di raccolta delle acque

La Rocca è quindi articolata in più edifici e costruzioni fondamentali:
- la cinta muraria
- la porta
- la chiesa
- il cimitero
- le abitazioni dei minatori
- il frantoio
- il forno
- il borgo signorile e la torre
- la cisterna per la raccolta dell'acqua

Al di fuori delle mura si trovano:
- le aree di produzione e lavorazione dei minerali
- la forgia
- la carbonaia
- la cava di calcare

### La cinta muraria

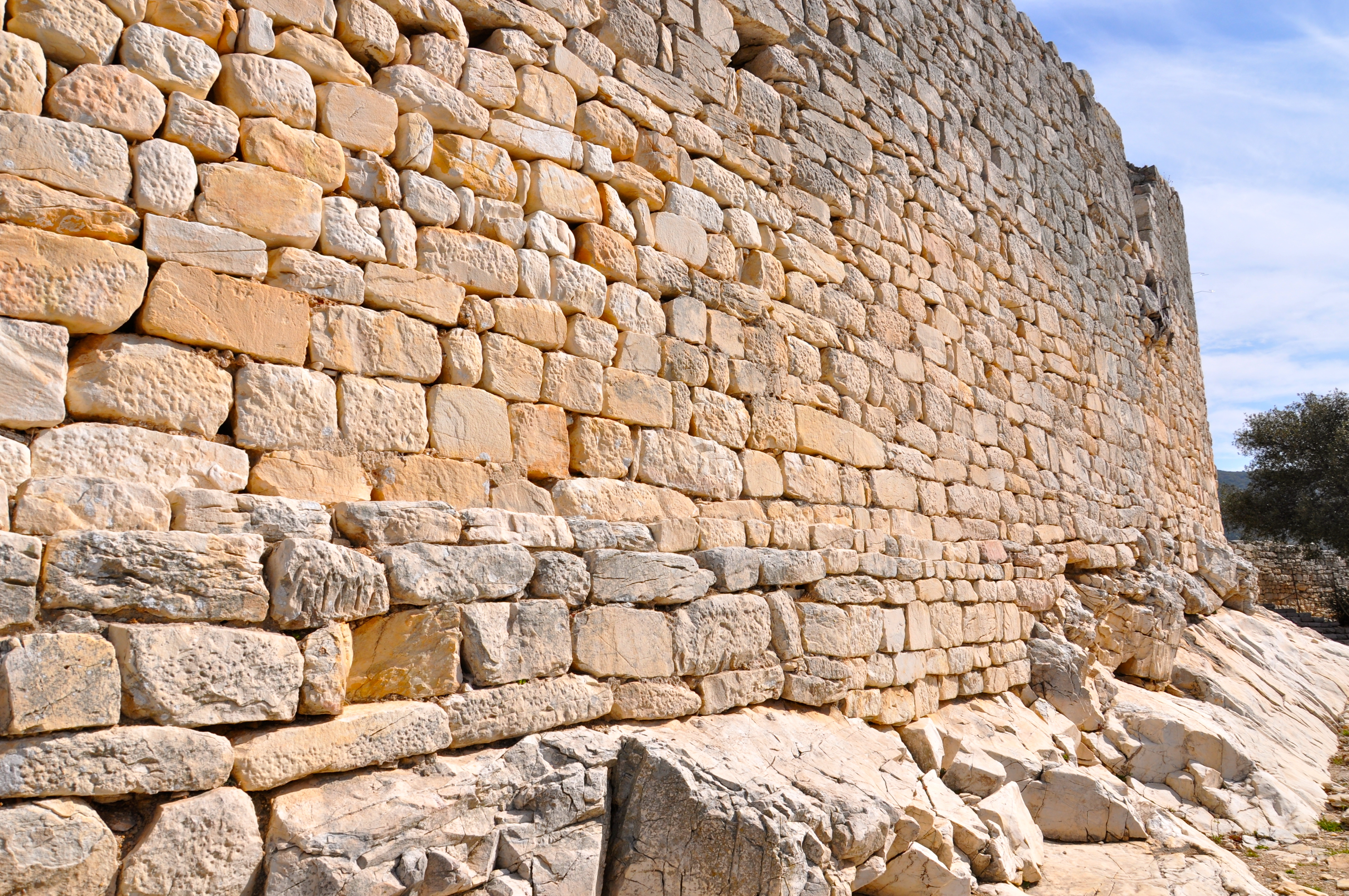
Le mura

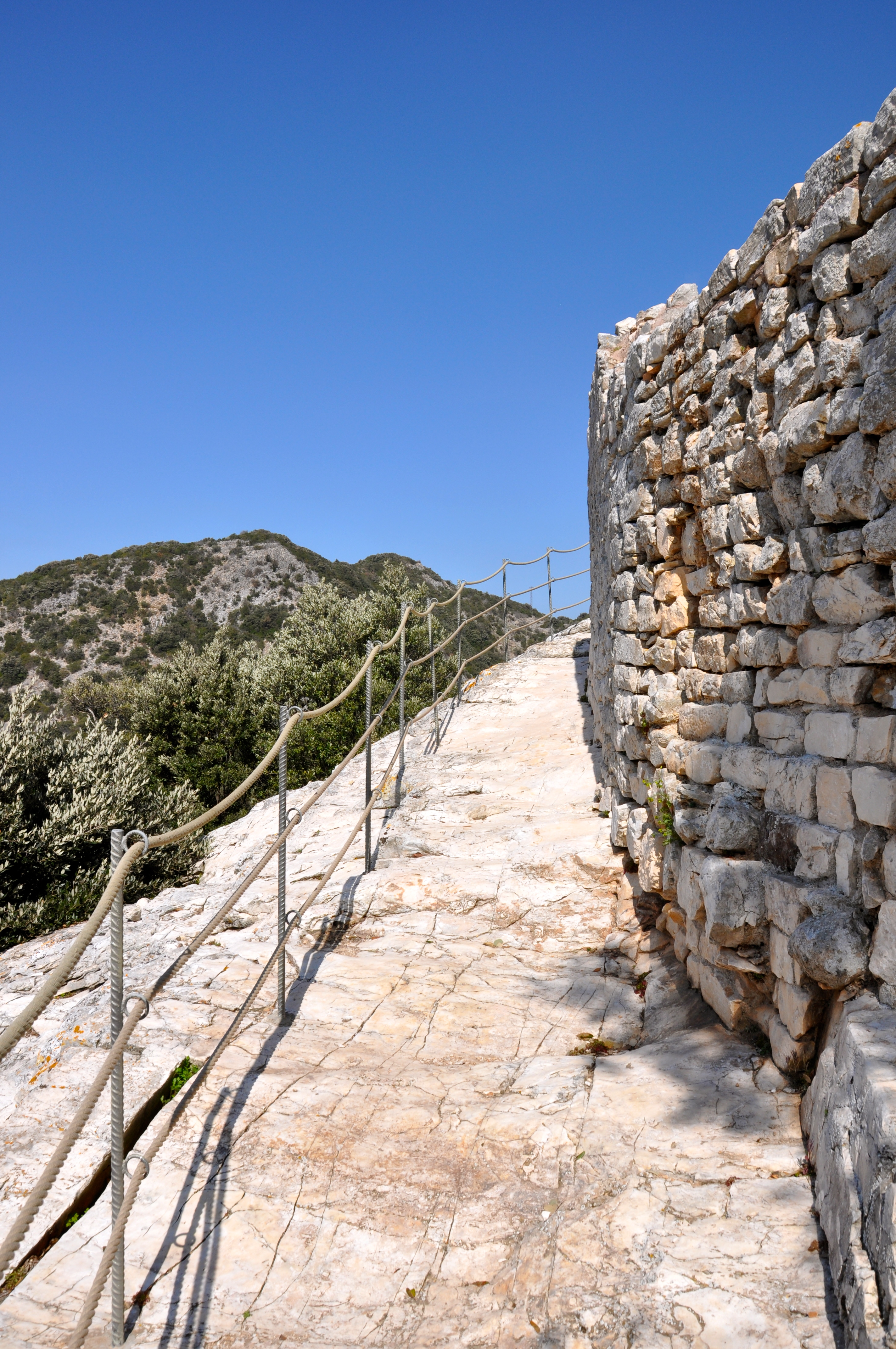
Le mura, scorcio

La cinta muraria che circonda l'intero complesso abitativo è lunga circa 400 metri e racchiude una superficie di circa un ettaro. 
È realizzata in muratura a sacco, con blocchi di calcare locale disposti in file, aperte a tratti, da strette feritoie strombate ed è in gran parte fondata sulla roccia affiorante.
La realizzazione della cinta muraria è avvenuta in più fasi costruttive, di pari passo con l'ampliamento e la trasformazione del centro abitato; infatti si hanno tracce di una precedente cinta, ora integrata nelle abitazioni all'interno del castello, altra modifica posteriore è lo spostamento della porta di accesso e il prolungamento delle mura con una tecnica più approssimativa dotata di merli.
Le opere fondamentali come le mura, la torre e la chiesa erano affidate a maestranze specializzate che controllavano il lavoro svolto dagli abitanti del villaggio. In alcuni settori della cinta è visibile una maggiore accuratezza costruttiva riconducibile all'azione diretta dei maestri, in contrasto con le parti eseguite in seguito dagli abitanti, realizzate in base alle indicazioni ricevute dai maestri, ma con minore abilità tecnica.

### La porta monumentale e il posto di guardia

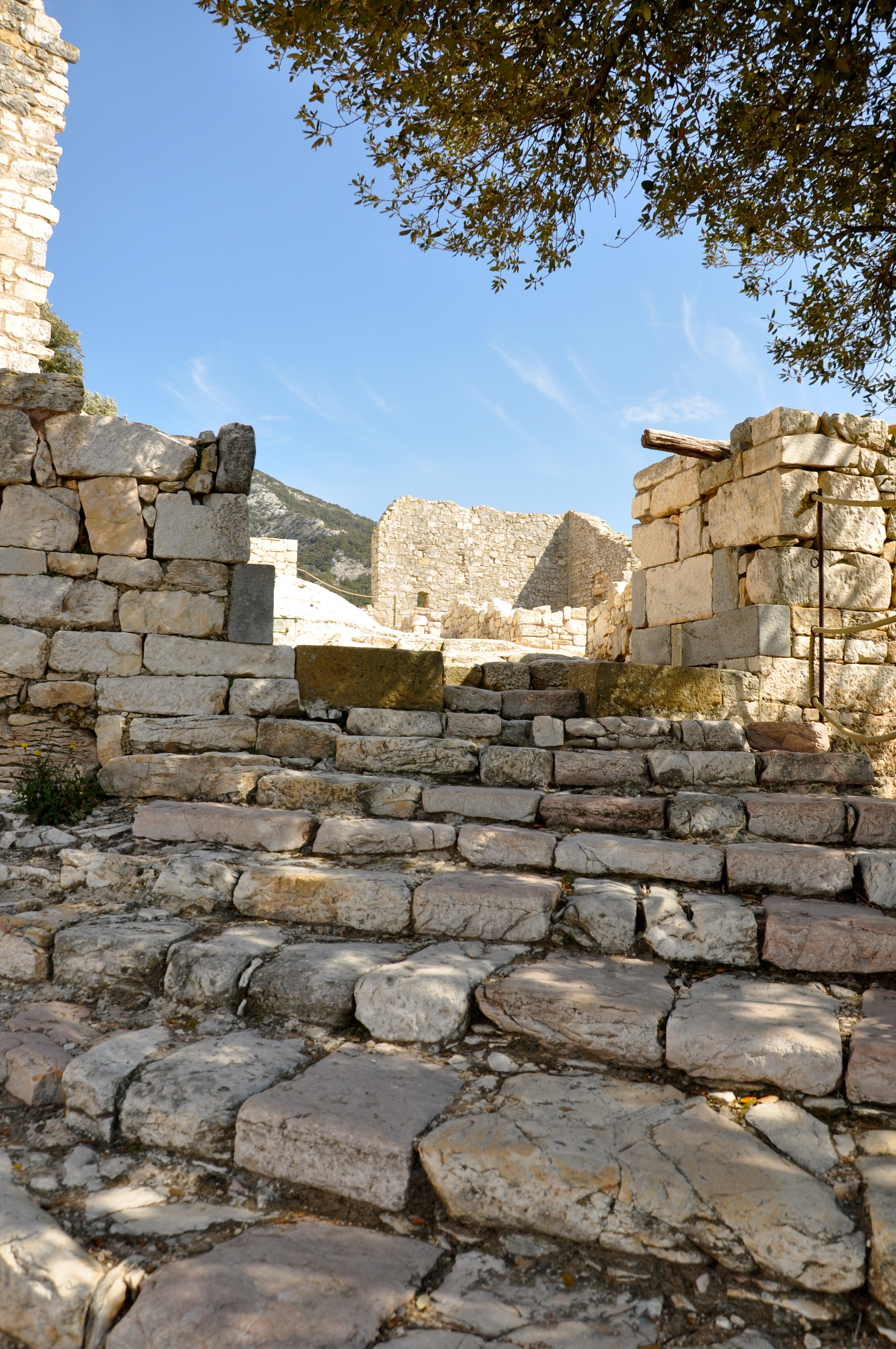
La porta e il posto di guardia

Dalla porta partiva la via principale che conduceva alla chiesa.

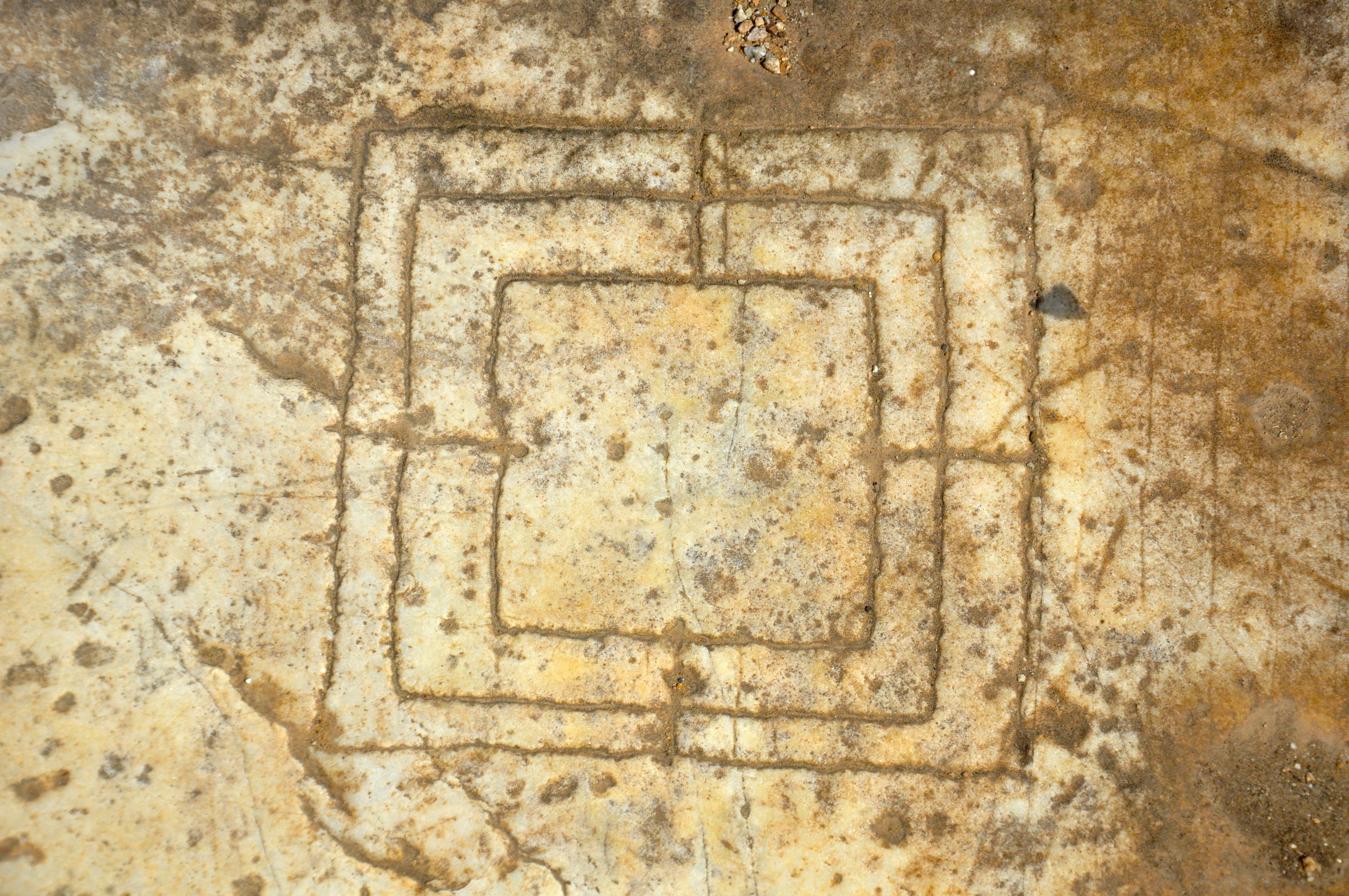
Il gioco del mulino

La porta è preceduta da una scalinata in pietra, tuttora visibile, l'ingresso principale era costituito da un portale ad arco, di circa 2 metri di luce, di cui sono rimasti, gli stipiti, la soglia, l'alloggio dei cardini e del chiavistello.
La soglia è ribassata centralmente per permettere l'ingresso agli animali, ma non ai carri, tesi suggerita anche dalle dimensioni della porta e dall'assenza di tracce di usura nella pavimentazione interna alle mura.
Lungo il corridoio di accesso inizia una serie di scalini intagliati nella roccia e sul terzo, in corrispondenza del posto di guardia, è stata incisa la griglia del gioco del Filetto, detto anche del mulino, passatempo diffuso in tutta l'Europa medievale.
La struttura a sinistra dopo l'entrata era il posto di guardia; locale aperto sul lato volto verso l'ingresso, dove all'interno si trovava una panca in pietra. I turni di guardia erano svolti dagli stessi abitanti del castello come corvée.

### La chiesa

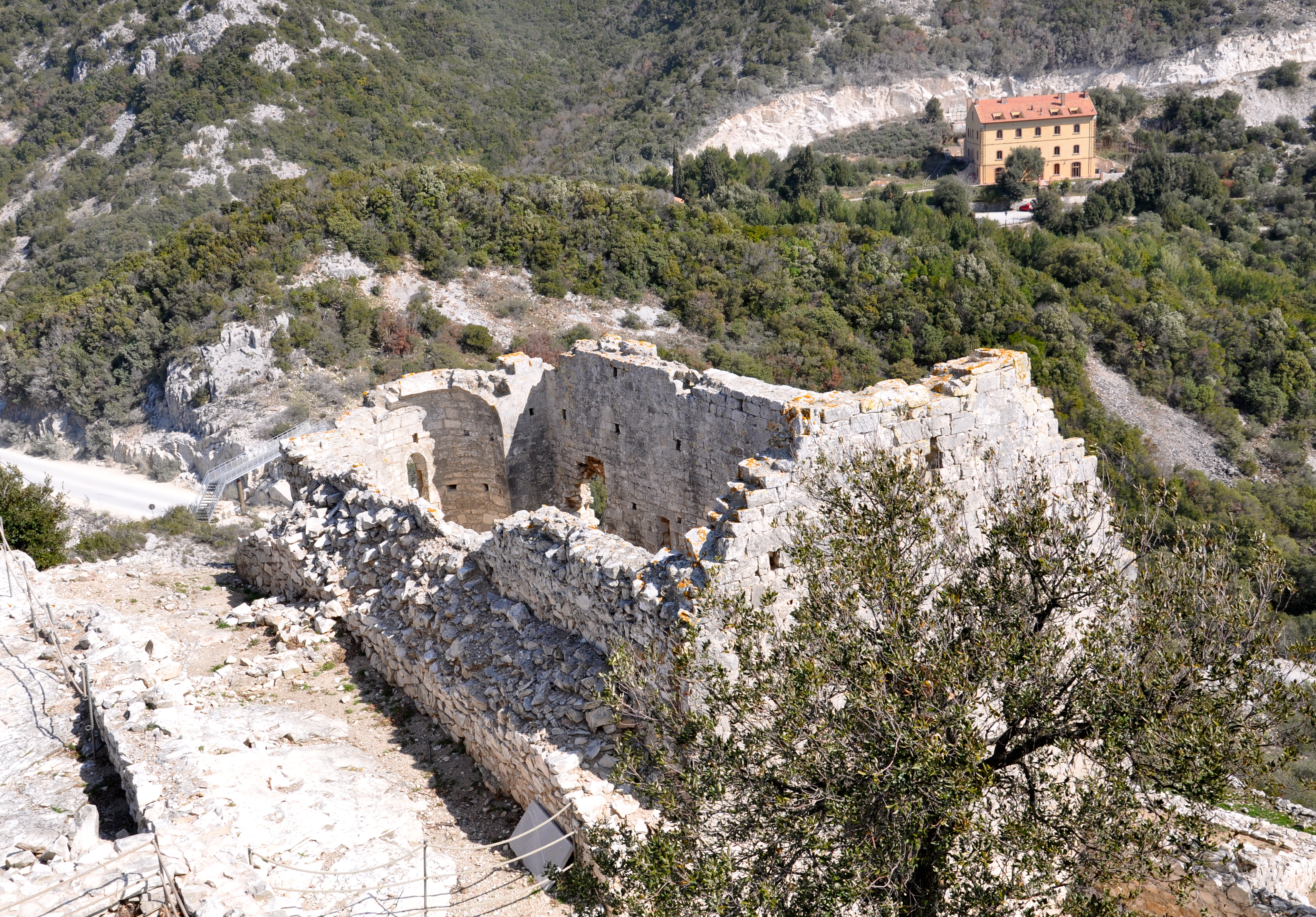
La chiesa, dall'alto

L'area religiosa è costituita dalla chiesa e dal cimitero antistante. 
La chiesa è un edificio ad aula a pianta trapezoidale, monoabsidata, di cui resta l'intero elevato. Manca soltanto la copertura, che probabilmente era a capriate, con tetto a doppio spiovente. La chiesa era illuminata naturalmente da una croce lucifera (finestra con forma di croce) posta sulla facciata e da due strette monofore collocate intorno all'abside.
Il primo documento nel quale si hanno tracce di una chiesa dedicata a San Silvestro alla Rocca risale al 1281, periodo della sua costruzione. Venne ampliata fra il XII e gli inizi del XIII secolo per l'aumento della popolazione. Rappresenta l'edificio con il miglior stato di conservazione, perché utilizzato attivamente fino al 1399 come sede ecclesiastica, anche dopo l'abbandono del centro abitato.

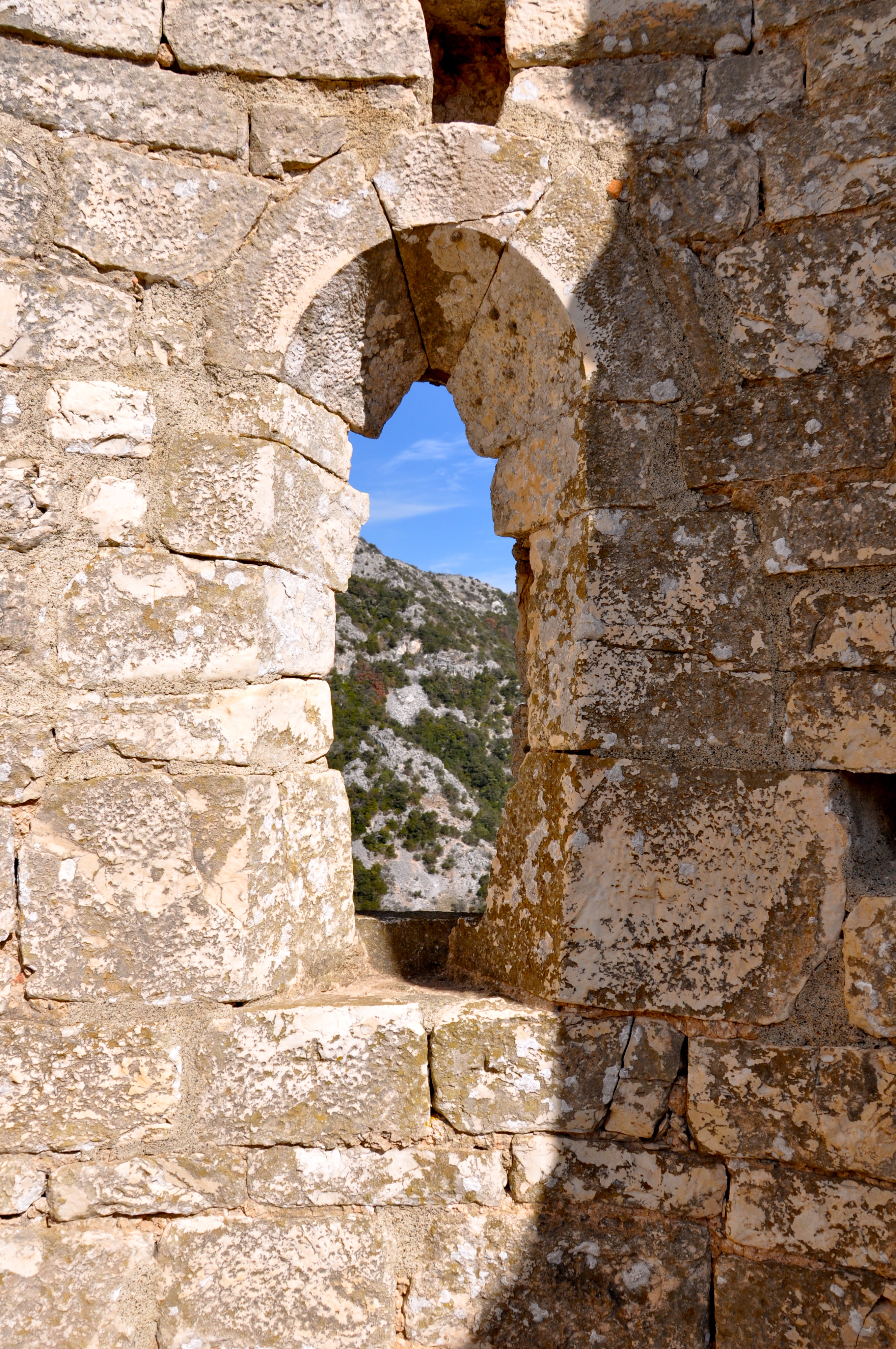
Monofore
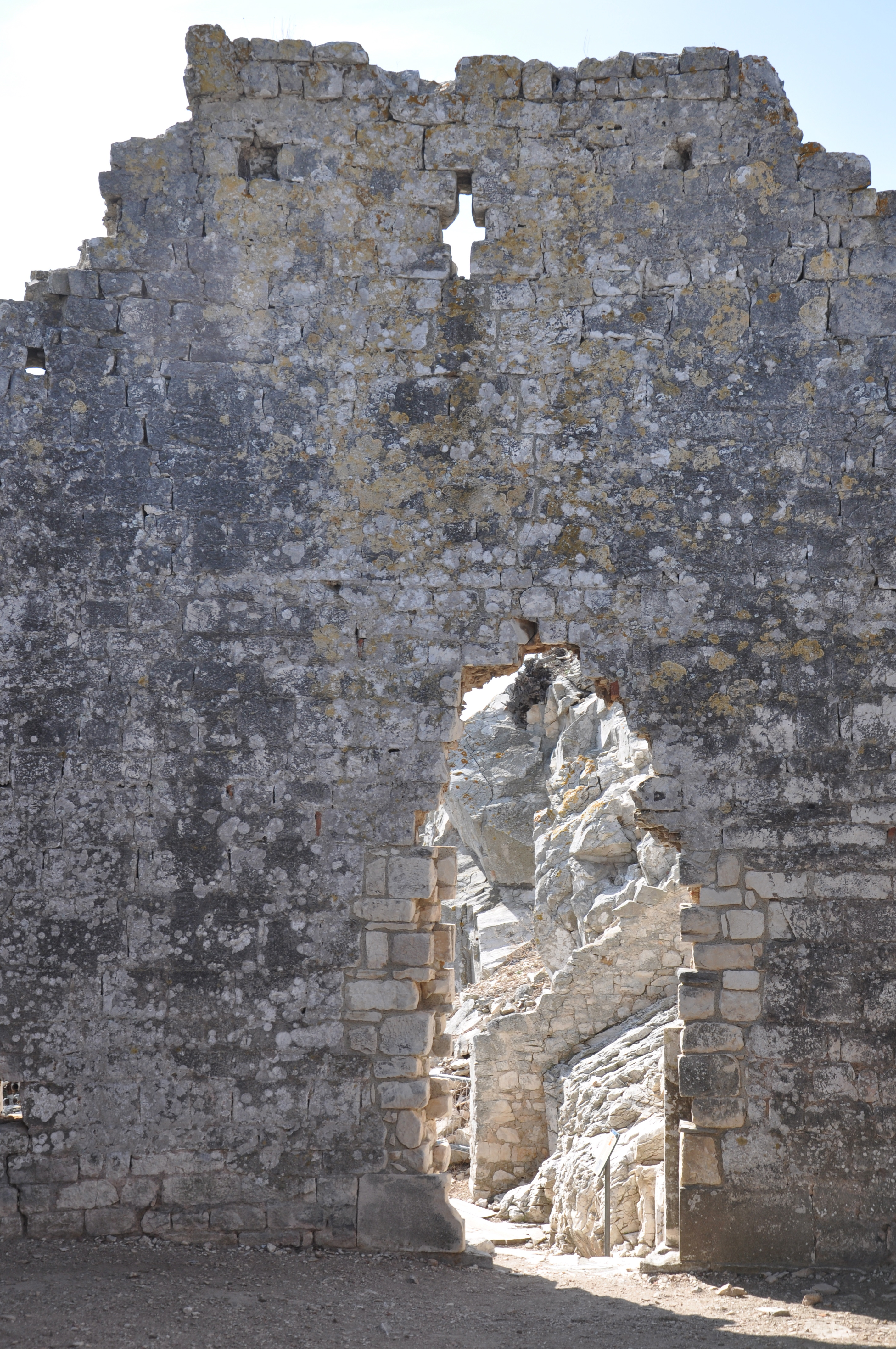
Interno
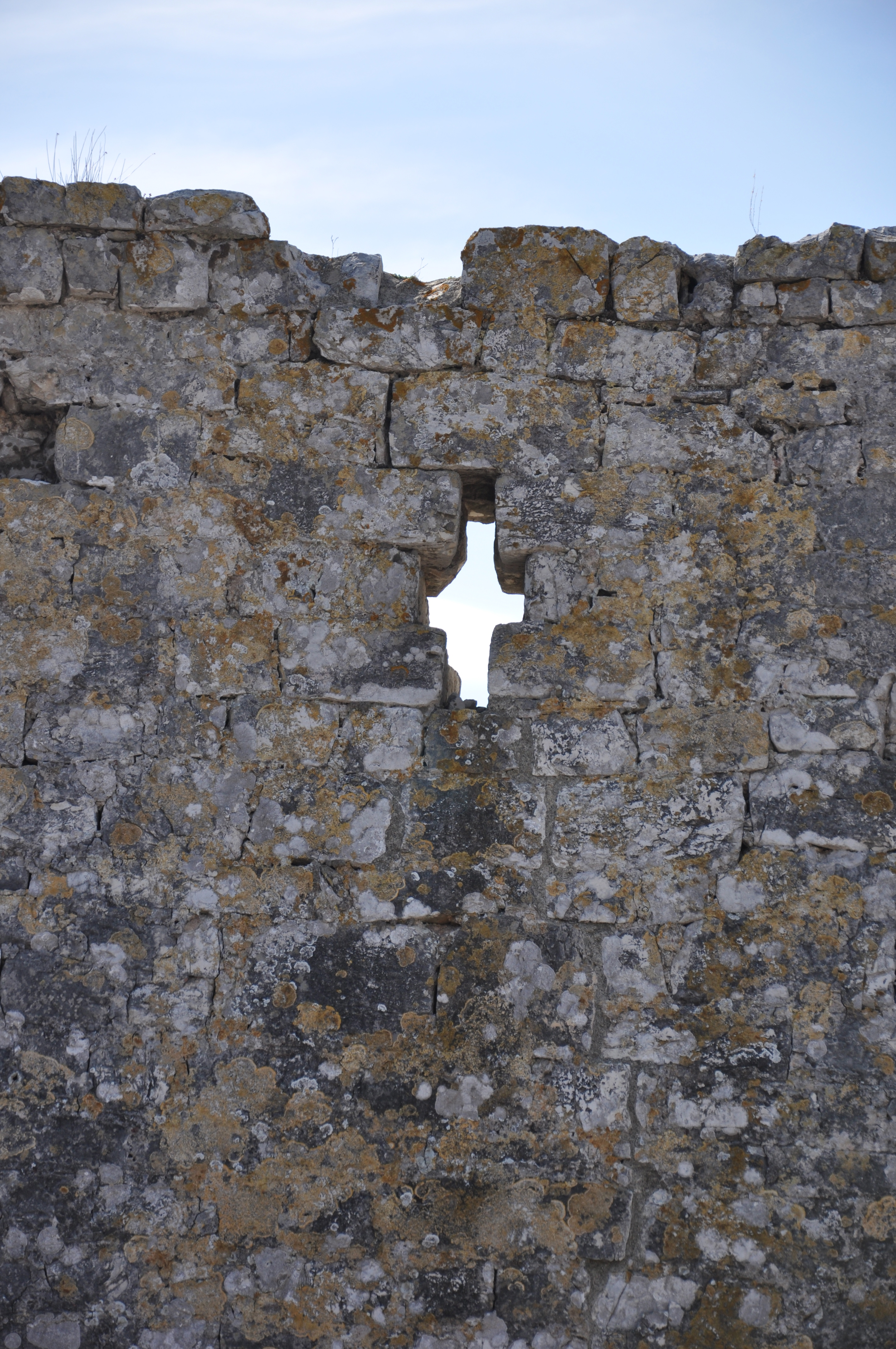
Croce lucifera
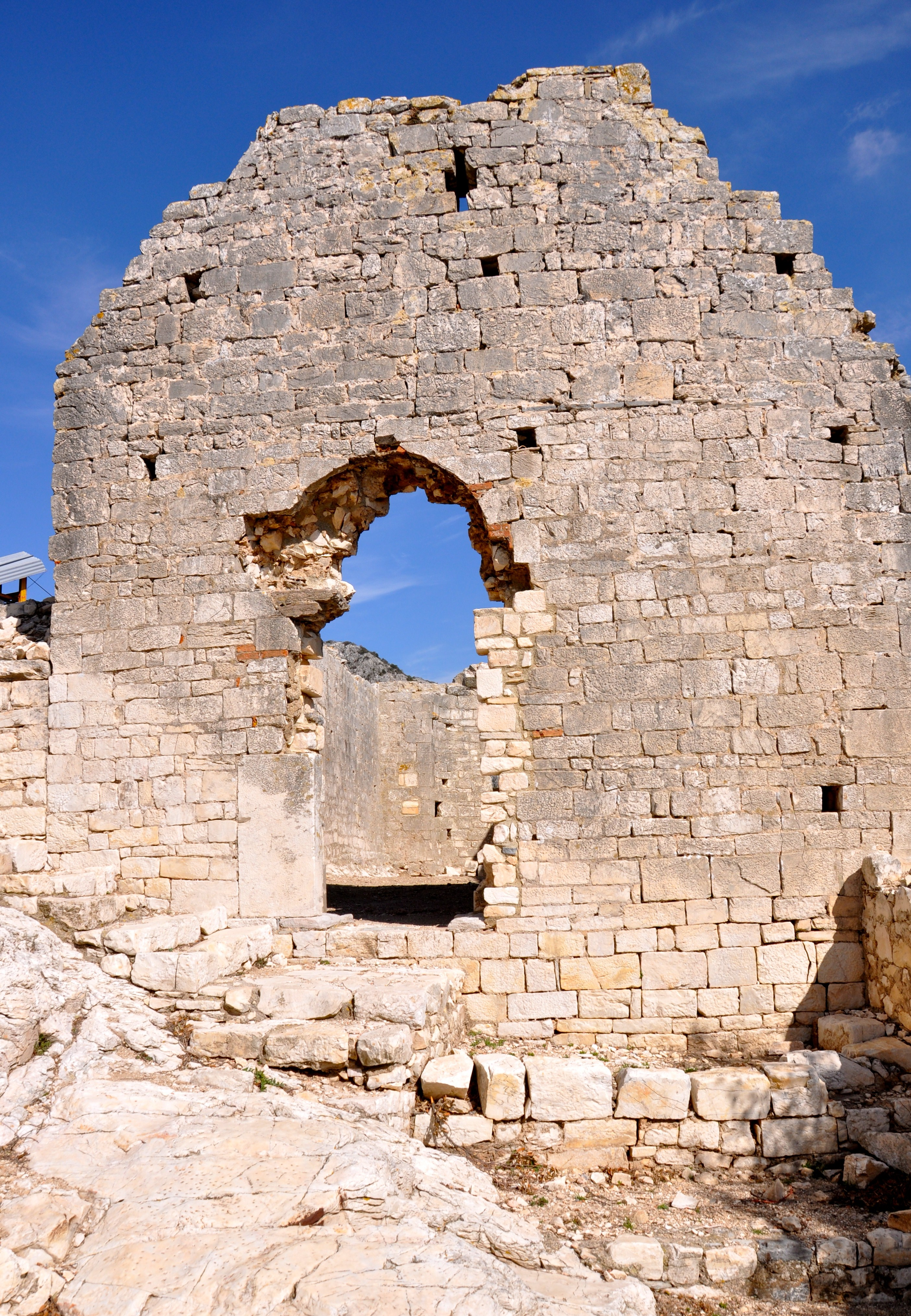
Fronte

### Il cimitero
Davanti al sagrato della chiesa, si trova il cimitero del villaggio.

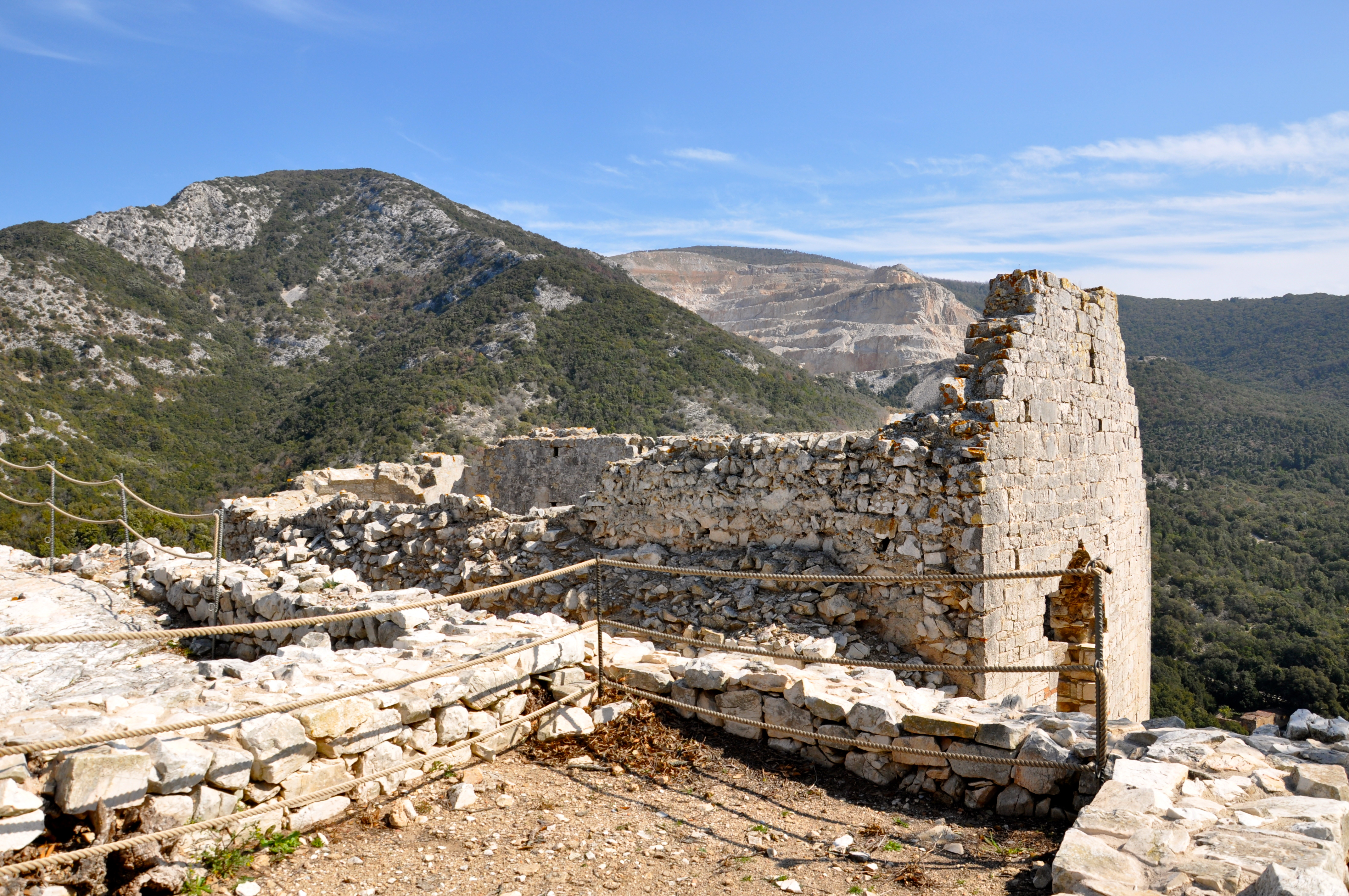
La chiesa, lato

Le sepolture avvenivano nell'area recintata del cimitero, ma direttamente nel terreno, senza cassa lignea o struttura in pietra e dato il poco spazio disponibile le nuove sepolture causavano lo spostamento delle precedenti, quindi i resti venivano rimossi e nuovamente sepolti con gli altri. Si hanno solamente tre tombe in muratura, accostate alla chiesa, che probabilmente appartenevano alla famiglia signorile.
Lo scavo archeologico ha permesso di identificare i resti di oltre 600 individui. 
Lo studio antropologico condotto sui resti ha fornito dati sufficienti per capire le condizioni di vita e di salute degli abitanti di San Silvestro. 
L'altezza media degli uomini era di 1,65 m, quella delle donne di 1,55 m. L'età media della morte era 40 anni.
Per quanto riguarda le condizioni di salute, in molti soffrivano di artrite, probabilmente a causa dell'attività mineraria: tale patologia si riscontra anche tra le donne, segno di come anch'esse venissero impiegate nel lavoro di miniera. 
Tra le malattie più diffuse si trovano svariate forme parassitarie: alcune derivanti dalla promiscuità con animali domestici, altre dovute al consumo di carni infette (echinococcosi cistica), mentre l'abrasione dei denti è causata dal consumo di farine poveri e poco raffinate nella macinazione.
In definitiva, le condizioni di salute degli abitanti sono superiori alla media, a confronto con altri gruppi di popolazione dell'epoca in Toscana; la posizione isolata e lo scarso tasso di popolazione hanno garantito protezione dalle epidemie di contagio frequenti nel Medioevo.

### Il frantoio

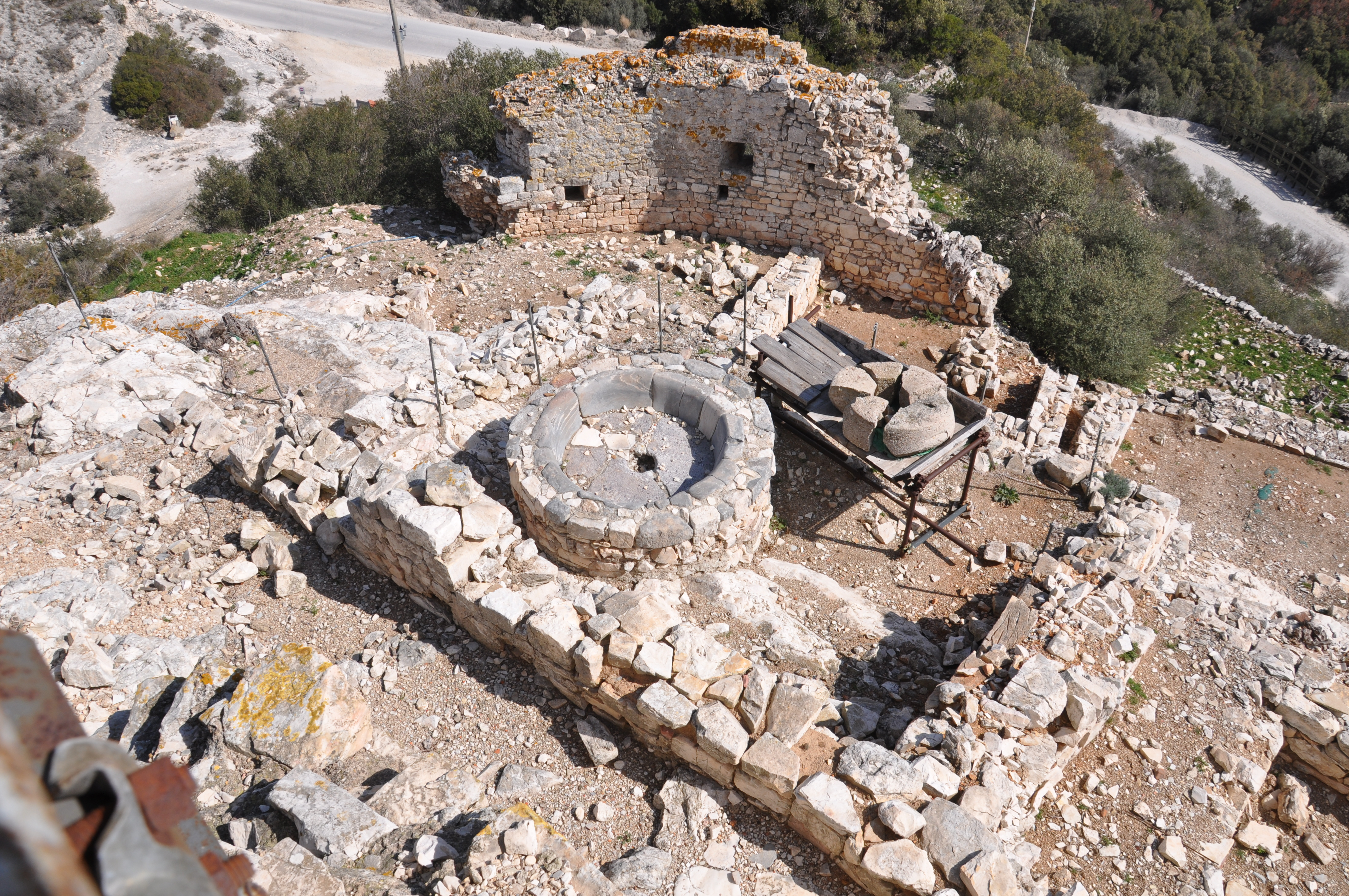
Il frantoio, dalla chiesa

Il frantoio di Rocca San Silvestro è uno dei pochi frantoi di epoca medievale finora rinvenuti; è stato fondamentale, quindi, per ricostruire il ciclo produttivo dell'olio di un villaggio bassomedievale, ciclo che si divideva in tre grandi fasi:
- frantumazione e macinazione delle olive, utilizzando la trazione animale per far muovere la macina.
- raccolta della pasta così ottenuta in sacchi di tela o intercalata tra fibre vegetali, per essere pressata.
- spremitura della pasta in una pressa di legno, per ottenerne l'olio.

La particolare posizione del frantoio, direttamente al di sotto della chiesa e dell'area signorile, indica il diretto controllo dei signori nella produzione dell'olio che, utilizzato sia come alimento che come combustibile delle lucerne, rappresentava un bene prezioso e fondamentale per la vita del villaggio minerario.

### Il forno

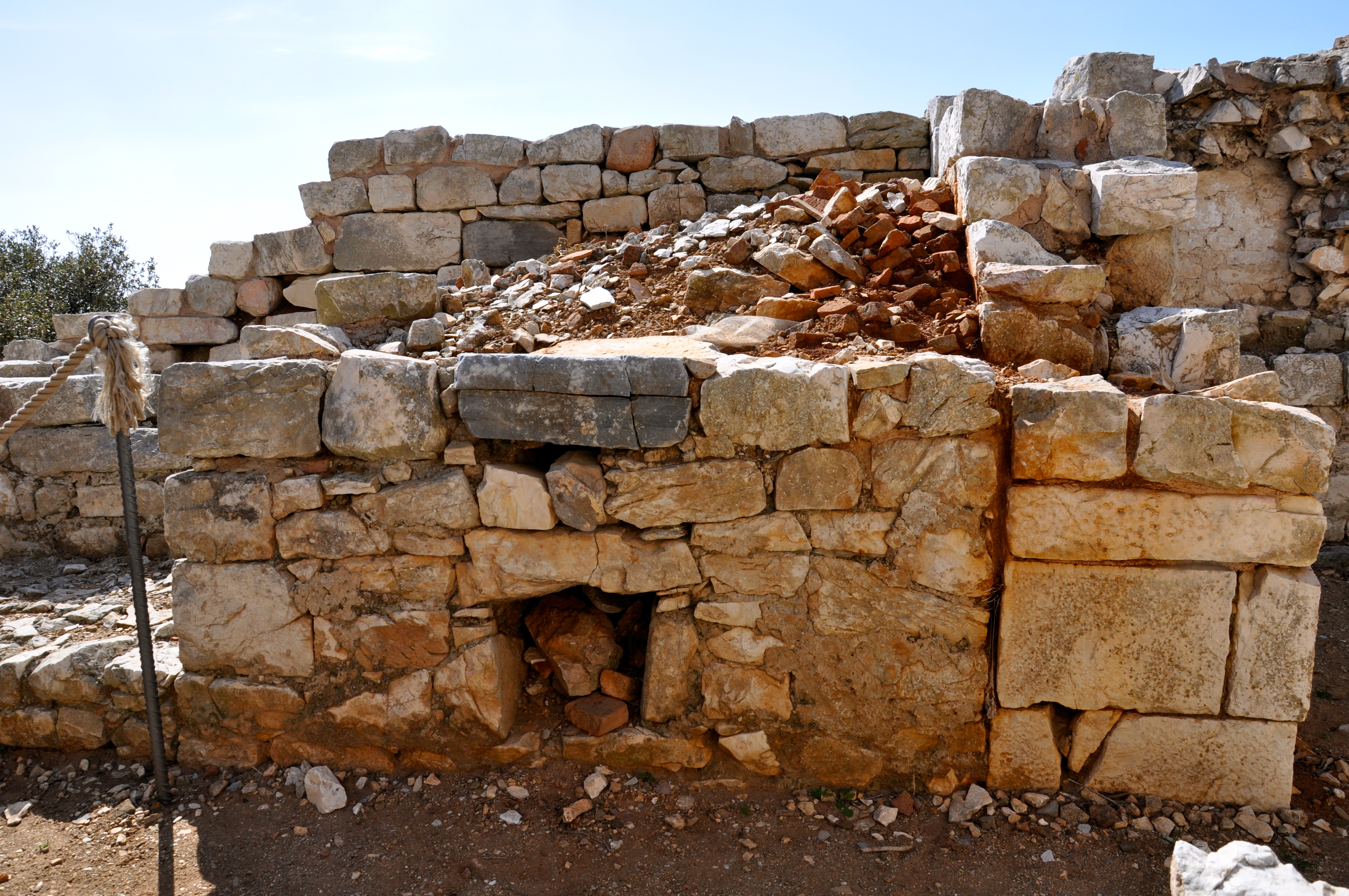
Il forno per il pane

Il forno per il pane è una delle costruzioni più recenti, risale alla fine del XIII secolo e si trova al di fuori delle abitazioni al di sopra del posto di guardia. Era destinato ad un uso comunitario e la sua struttura molto capiente poteva soddisfare il fabbisogno settimanale di più famiglie.
Per quanto riguarda il suo funzionamento è simile ai classici forni a legna:
il fuoco si accende all'interno della volta, a contatto con il piano di argilla, riscaldando così l'interno, dove si potrà cuocere il pane; il piano di appoggio è collegato ad un'apertura in basso tramite un condotto, necessario per raccogliere la cenere.
Alla fine del XIV secolo il forno venne abbandonato, come il resto dell'insediamento, e il vano interno venne usato come ripostiglio di attrezzi da lavoro.

### Il borgo e la viabilità interna
Il borgo ha subito nell'arco del tempo vari adattamenti strutturali. Dalla seconda metà del XIII secolo si è esteso verso il fianco orientale del poggio per soddisfare la maggiore necessità di abitazioni.

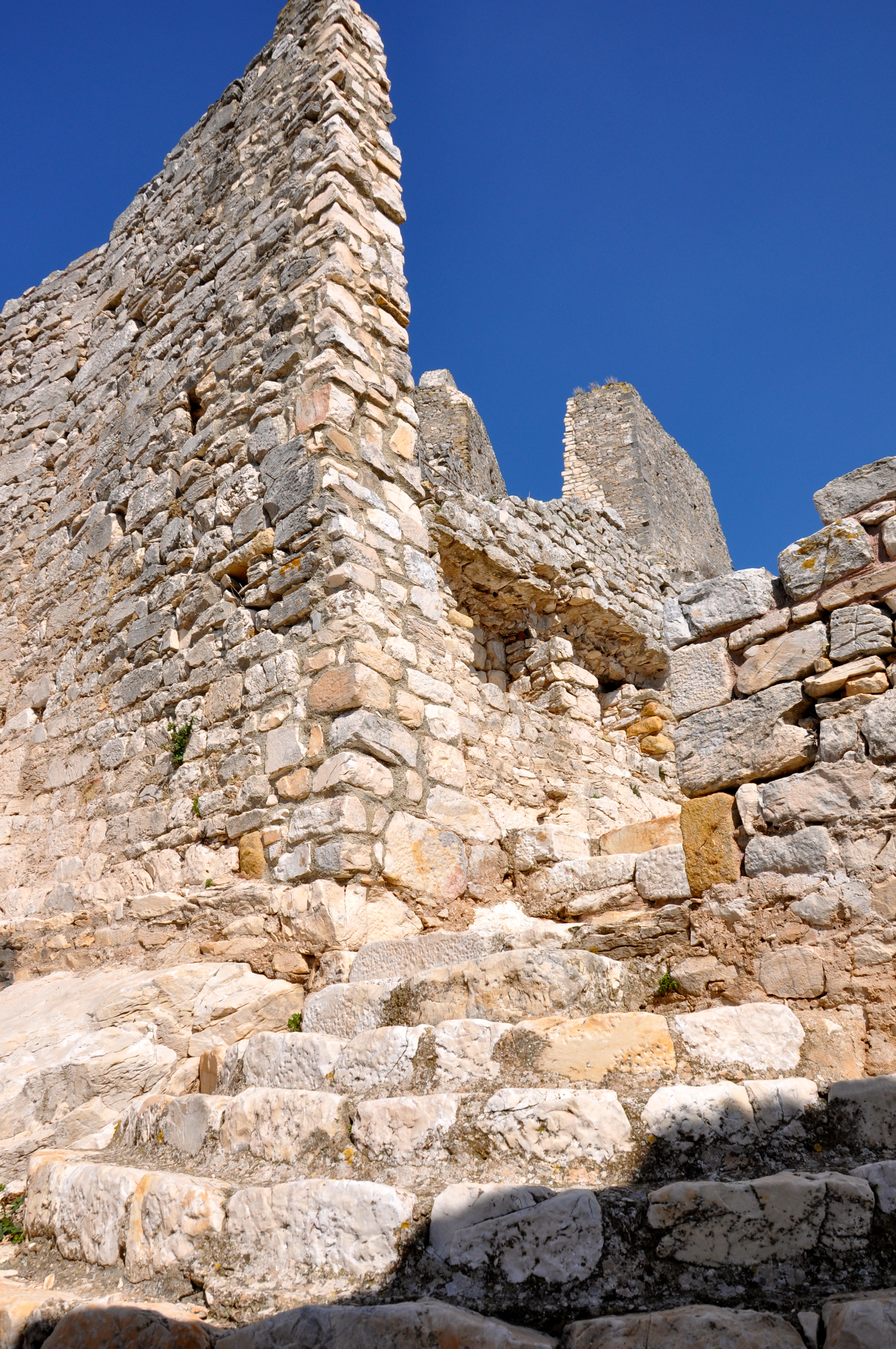
Scalinata

Ogni isolato è separato da quelli attigui mediante una viabilità minore, costituita da stretti viottoli intagliati nella roccia e il più possibile paralleli tra loro. 
La via principale iniziava dalla porta e conduceva alla chiesa e alla torre; lungo la strada si dividevano stretti vicoli che collegavano gli isolati e portavano alle abitazioni. 
Soltanto alcuni tratti di strada avevano pavimentazioni in pietra; dove il dislivello era troppo forte sono state costruite delle rampe di gradini.
Le abitazioni erano disposte anche su due piani ed avevano una superficie media di 27 m². Il tetto, a doppio spiovente, era realizzato in lastre di calcare scistoso della zona.
Gli ambienti in cui si viveva avevano pavimenti in terra battuta, focolari in argilla o malta e nicchie ricavate nelle murature; gli ambienti a piano terra, usati come stalle e magazzini, avevano generalmente un ingresso diverso.
A Rocca San Silvestro, nel momento di massima espansione dell'insediamento (seconda metà del XIII secolo), vivevano 200/250 persone, in circa 42 abitazioni.

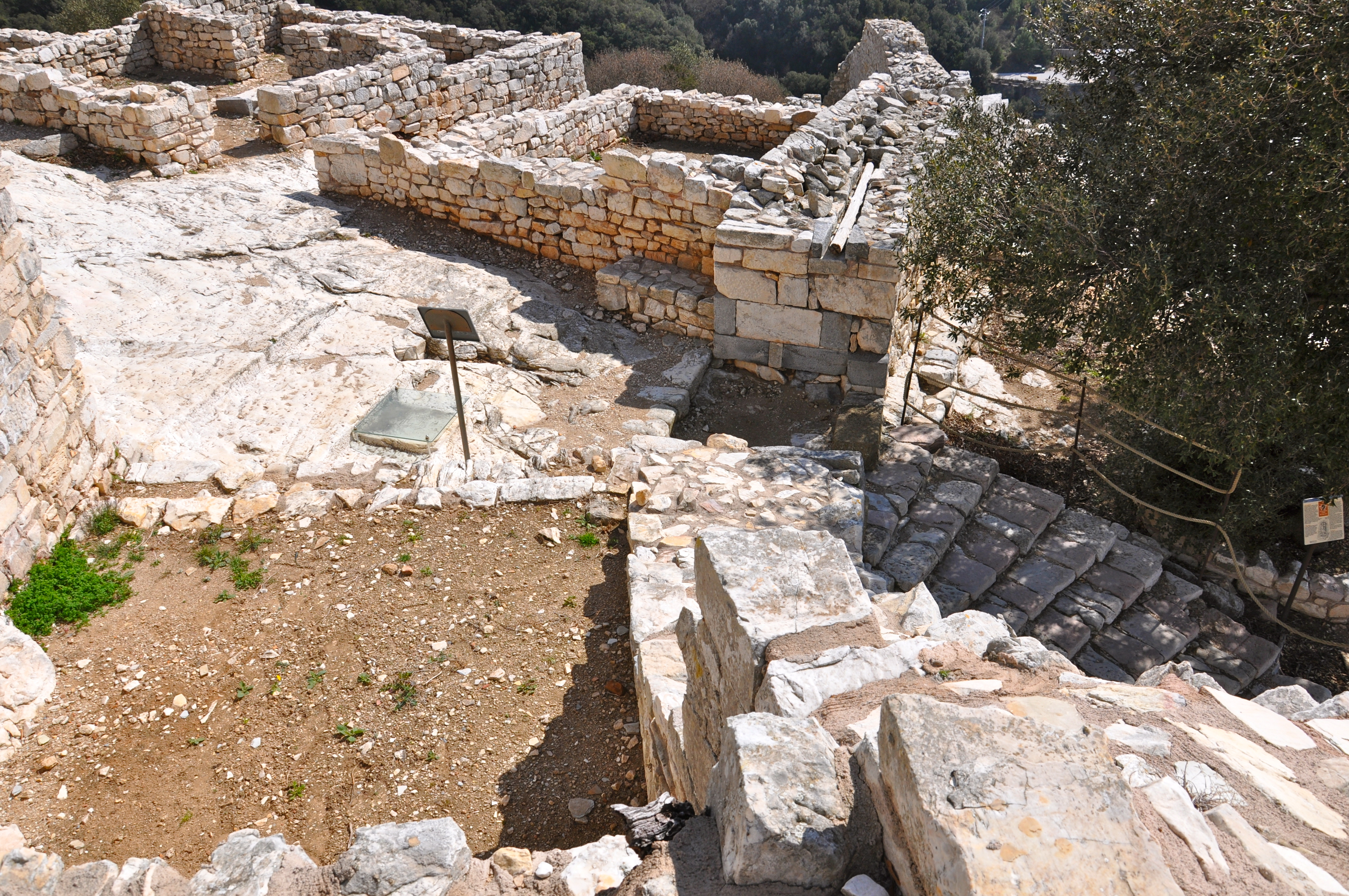
Le abitazioni
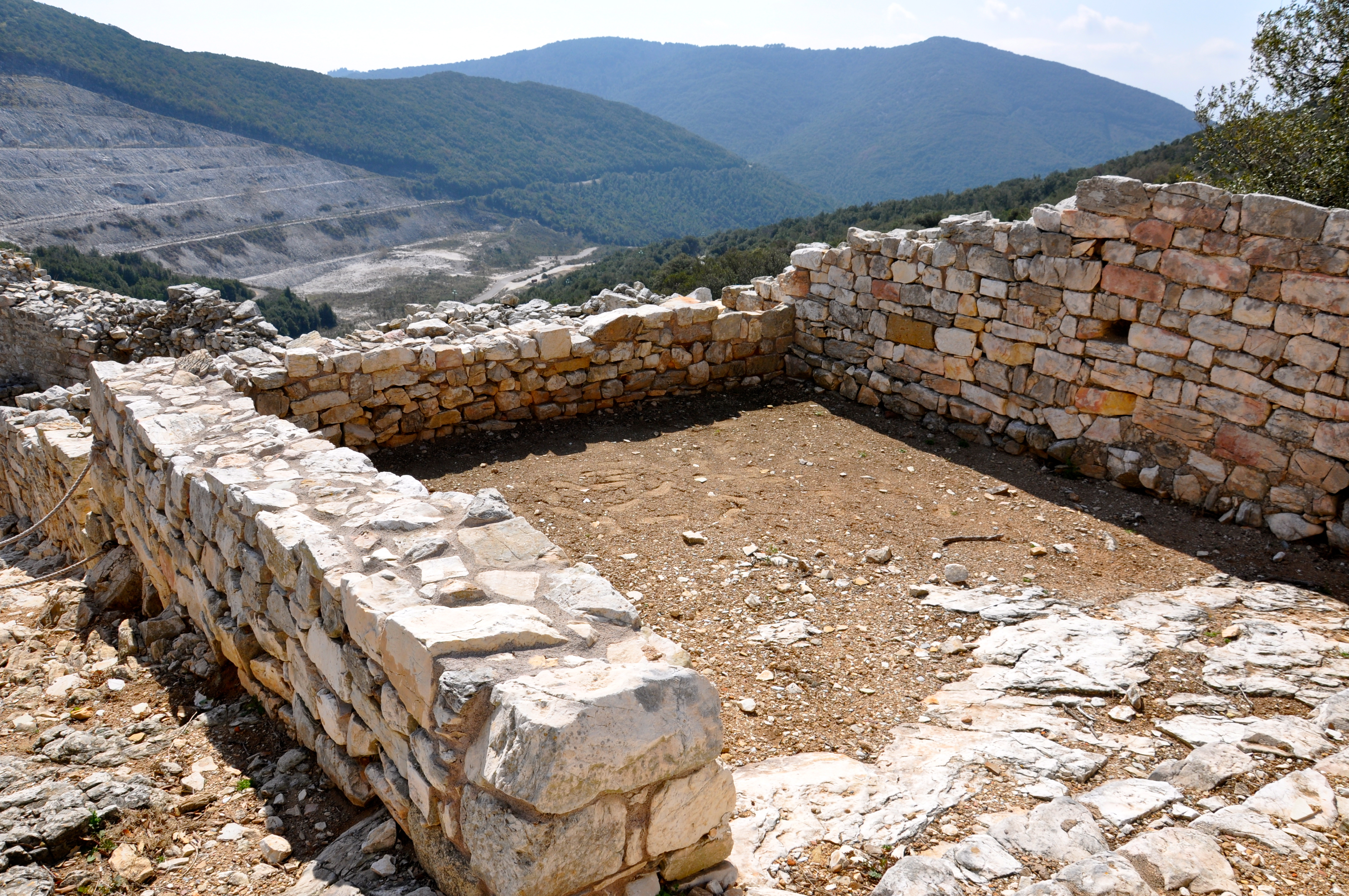
Le abitazioni
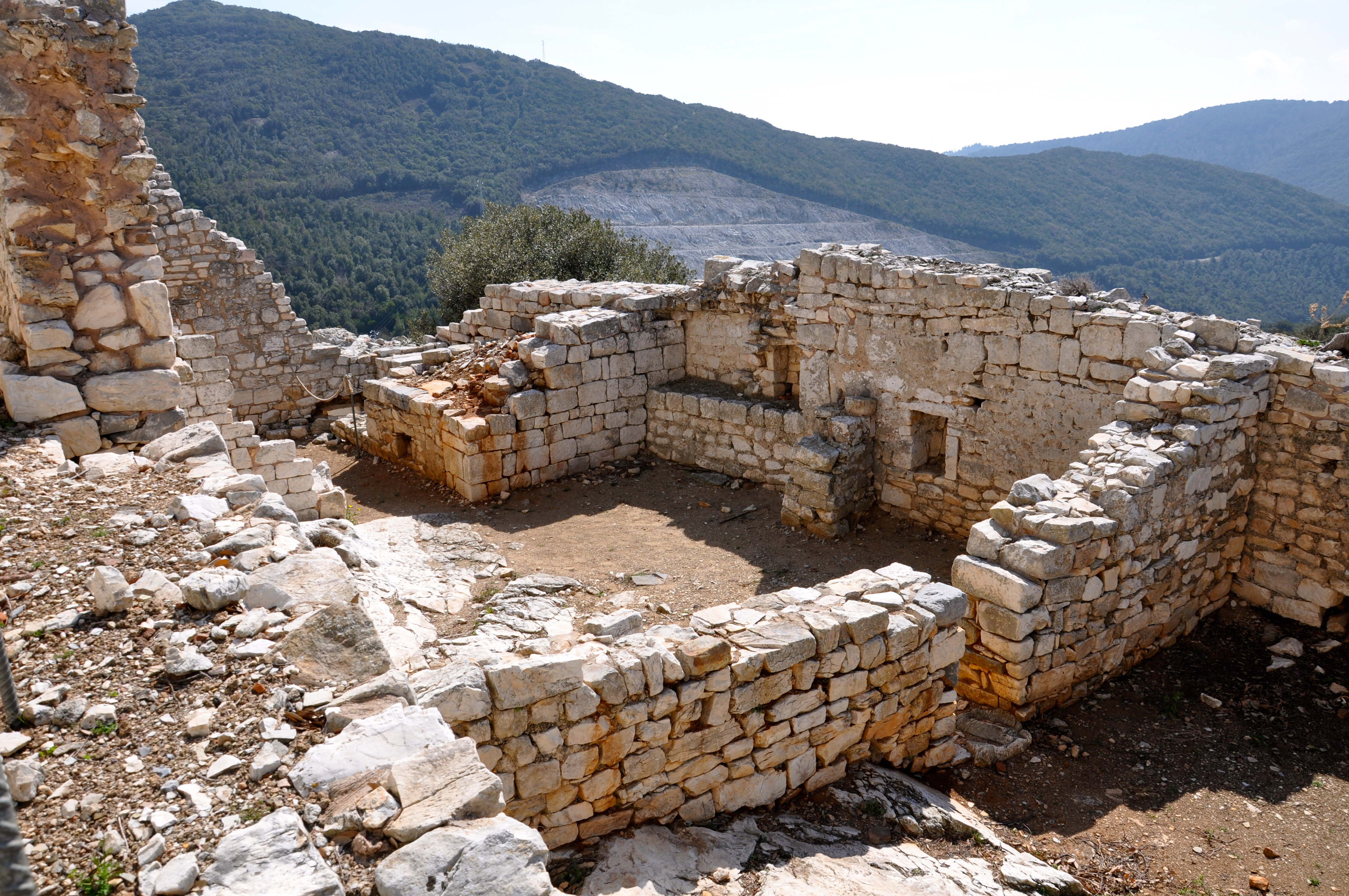
Il forno

### Il cassero e la torre
Nella parte più alta del villaggio si trovava la residenza signorile, composta da un edificio quadrangolare, disposto su due piani, una cisterna per la raccolta delle acque e la torre di guardia. Il tutto era protetto da una seconda cortina muraria.
La torre, di dimensioni ridotte (4x5 m), risale al periodo romanico ed è realizzata in muratura a sacco con conci perfettamente squadrati. È posta sulla sommità dell'abitato ed attualmente l'ingresso è sospeso a 3 metri di altezza e difficilmente raggiungibile, a causa dei frequenti crolli di tutta l'area.

## Storia
Rocca San Silvestro è stata costruita tra il X e il XI secolo, quando i conti Della Gherardesca decisero di sfruttare le risorse minerarie della zona. Il nome originario però non è Rocca San Silvestro, bensì Rocca a Palmento, come si ricava dai documenti medievali dove vengono riportati i confini e la posizione geografica del castello: questi documenti sono conservati nell'Archivio di Stato di Firenze, con più precisione si tratta dei Diplomi della Gherardesca. Il nome Rocca San Silvestro gli è stato dato solo quando il sito era già stato abbandonato e deriva dal nome del santo cui era dedicata la chiesa del villaggio.
I pisani già nella prima metà dell'XI secolo controllavano la costa maremmana a sud del Cecina. Quest'espansione era legata al controllo dei boschi per realizzare il fabbisogno energetico per la riduzione del ferro elbano, dopo l'esaurimento delle risorse dell'isola. Rocca a Palmento fece dunque parte del contado pisano fino agli inizi del XV secolo, quando i territori pisani passarono sotto Firenze. C'è comunque da sottolineare che, durante il periodo di controllo pisano, la Rocca mantenne comunque la sua autonomia rispetto alla città di Pisa, rimanendo sotto il controllo dei suoi signori (prima i Della Gherardesca, successivamente i Della Rocca). Infatti, in quel periodo i Pisani si assicurarono il controllo della zona attraverso l'acquisizione di possessi patrimoniali e la creazione di vincoli tra le maggiori famiglie signorili maremmane e la città di Pisa. Non fu così però per Rocca a Palmento, in quanto la famiglia Della Rocca la tenne sempre in proprio possesso, nonostante alcuni dei suoi membri si trasferirono stabilmente a Pisa.
I Della Rocca subentrarono nel corso dell'XII secolo ai Della Gherardesca. Si pensa che gli antenati dei Della Rocca fossero riusciti ad ottenere la signoria del castello in quanto vassalli dei Della Gherardesca, resisi poi indipendenti. Il nome stesso generico, ma derivante dal castello (Della Rocca), conferma questa ipotesi. Questo evento dette una forte spinta economica e urbanistica a Rocca San Silvestro, in quanto la cinta muraria fu riedificata e dotata di una porta di accesso fortificata preceduta da una scalinata in pietra, la chiesa ingrandita e anche le case del borgo furono ricostruite seguendo un primordiale piano urbanistico per la razionalizzazione degli spazi. All'interno delle mura ci fu poi una divisione in settori: a ovest la zona residenziale, ad est quella industriale e artigianale.
Nel 1310 il castello venne venduto a un certo Raniero di Donoratico, ma venne abbandonato verso la metà del XV secolo dopo un periodo di frequentazione sporadica. Tra le cause dell'abbandono ci furono probabilmente l'impossibilità di sviluppare le tecnologie estrattive e metallurgiche a causa della mancanza di forza idraulica per l'attivazione dei mantici e dei magli, inoltre non deve essere sottovalutata l'incidenza di un terremoto che colpì la zona nel secondo decennio del XIV secolo.
La vita della Rocca San Silvestro, durata non più di quindici generazioni di abitanti, ha costituito un esempio di rinascita, alle soglie del Mille, di un centro minerario e metallurgico specializzato, la cui fine è legata sia all'incapacità di competere con l'organizzazione e la capacità produttiva di centri come Villa di Chiesa in Sardegna, sia per il carattere di struttura politica e sociale di tipo signorile che era destinato alla sconfitta in un quadro mediterraneo, dove i mercati cittadini stavano radicalmente cambiando gli assetti che si erano andati definendo soltanto dagli inizi del Mille.

### La famiglia Della Rocca

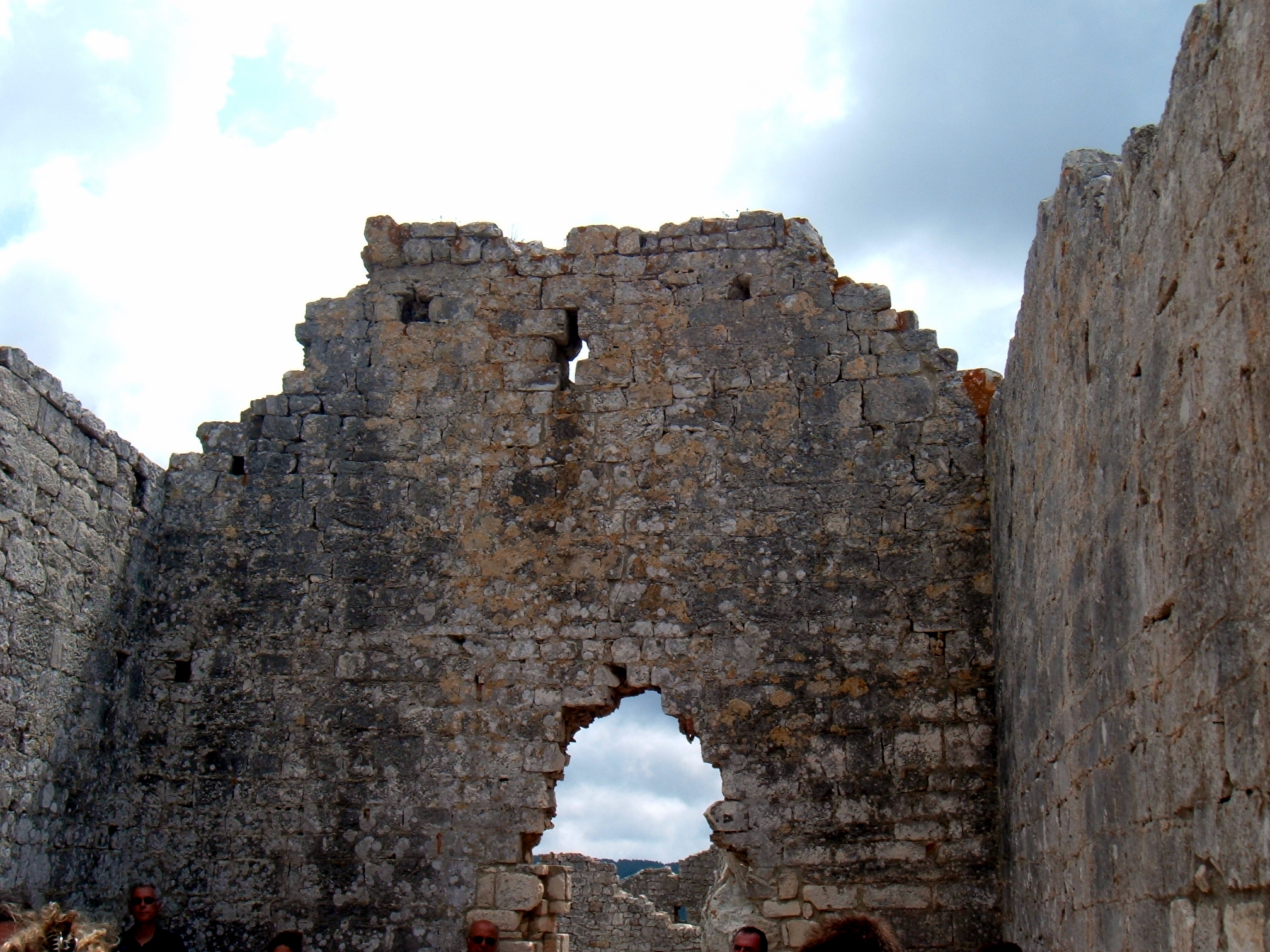
La chiesa, unico edificio rimasto in uso dopo l'abbandono.

Questa famiglia fece parte del ceto emergente che si affiancò e si insinuò nei vuoti lasciati dalle grandi famiglie longobarde (Aldobrandeschi) e franche (Gherardeschi) nel corso del XII secolo. Approfittando delle sporadiche assenze di queste famiglie, i Della Rocca si ritagliarono infatti settori di potere personale, continuando però a proclamarsi ufficialmente soltanto vassalli dei conti maggiori. I signori di Rocca a Palmento si legarono nel XIV secolo alla città di Pisa, mantenendo pur sempre un grande interesse per la Maremma, che infatti rimase un interesse fondamentale per i membri del gruppo familiare che a Pisa ricoprirono importanti cariche pubbliche. Nel 1320 i Della Rocca svolsero un ruolo centrale nella vita politica pisana, ma successivamente il loro potere suscitò invidie e gelosie, fino al loro confluire nella fazione di esclusi dal governo dei “Bergolini” capeggiata dagli Alliata, dai Gambacorta e dai Montescudaio.  Ne seguirono periodi di incertezza e lotte interne. La situazione precipitò nel Natale 1347, con un'insurrezione armata e con la cacciata dei Della Rocca che si rifugiarono a Volterra. Riuscirono a tornare solo nel 1355, tentando di tornare al potere e riprendersi tutti i beni confiscati, ma questo avvenne solo alla fine del secolo, quando ripresero tutti i beni tra cui anche Rocca a Palmento. Il castello venne però successivamente abbandonato, e la chiesa rimase l'unico edificio in uso.

## Le miniere di Rocca San Silvestro
L'area delle Colline Metallifere e della costa di fronte all'Isola d'Elba, è stata, sin dal periodo etrusco utilizzata per lo sfruttamento minerario e per la lavorazione metallurgica. 
Nelle valli circostanti la rocca, sono sempre visibili le tracce delle miniere medievali, fondamentali per ricostruire il ciclo estrattivo e minerario della lavorazione dei metalli:

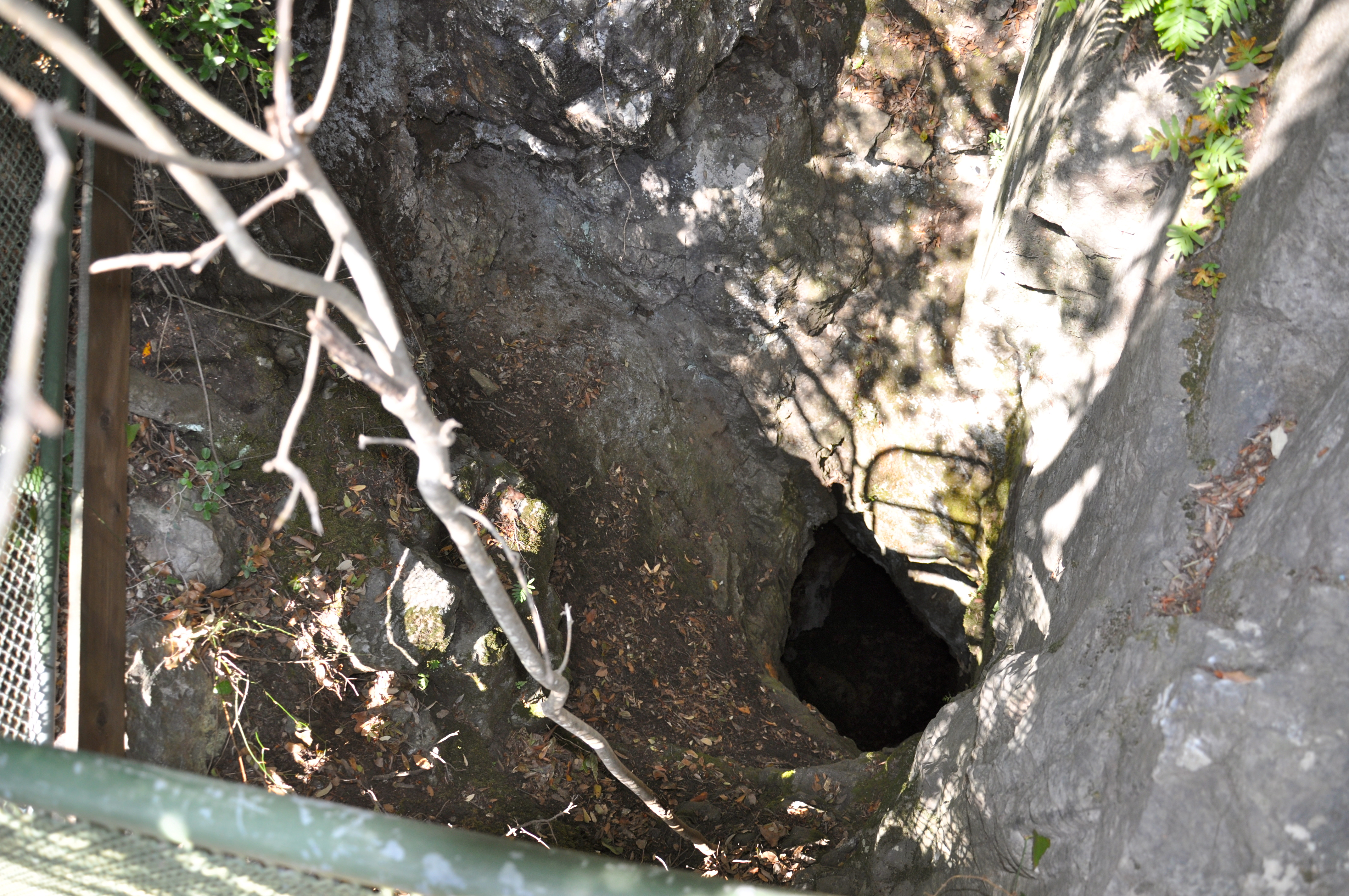
Gallerie dei minatori

- I minatori seguivano la vena metallifera attraverso gallerie molto ristrette, con attrezzi come il mazzolo e il punteruolo, riducevano in pezzi il minerale, che veniva portato in superficie a mano, in sacchi di pelle o cesti.
- All'esterno si frantumava il minerale per separare i minerali utili dalla roccia, questa operazione era svolta dalle donne e dai ragazzi con rudimentali martelli fatti di pietre e ciottoli.
- Veniva poi svolta un'ulteriore separazione del minerale, che poteva essere effettuata a mano o con l'aiuto dell'acqua. Una volta lavorato, il minerale veniva trasportato all'interno del castello, dove iniziava il ciclo metallurgico.

### L'area industriale e il ciclo metallurgico
L'area di trasformazione del metallo si trova su terrazzi artificiali, nella parte ovest del castello a ridosso del muro di cinta attualmente visibile, subito al di sotto del cassero fortificato, quindi a stretto controllo del signore; infatti il rame, il piombo ma soprattutto l'argento avevano un ruolo fondamentale per la produzione monetaria e per l'economia medievale.
Le aree adibite alla trasformazione dei metalli si trovano su gradoni artificiali, inizialmente sfruttati come cava per la costruzione del centro abitato, poi dismessi; la loro posizione è adatta alla lavorazione del piombo argentifero, che a causa dell'emanazione di fumi nocivi ha bisogno di essere lavorato in zone molto aerate.
Si possono distinguere in base al materiale lavorato tre grandi aree di produzione del metallo:

#### Produzione del rame
Per produrre il rame era usata generalmente la calcopirite, che proveniva dalle Valli dei Lanzi e del Temperino. Il minerale una volta lavorato durante il ciclo estrattivo veniva arrostito su un piano di pietre e malta, per abbassare parzialmente il contenuto di zolfo, il prodotto una volta purificato veniva ridotto alternando la fusione nei forni in porfido e argilla all'arrostimento a 700-800 °C.

#### Produzione del piombo argentifero
La galena una volta frantumata, e ridotta grossolanamente, veniva fusa sopra un focolare di argilla, il piombo una volta fuso poteva depositarsi sul fondo del focolare o fuoriuscire da un condotto ricavato nel forno. 
La successiva separazione dell'argento dal piombo non avveniva nelle zone minerarie, ma per motivi di sicurezza veniva trasportato in pani di piombo e lavorato una volta giunto a destinazione.

#### Produzione del ferro

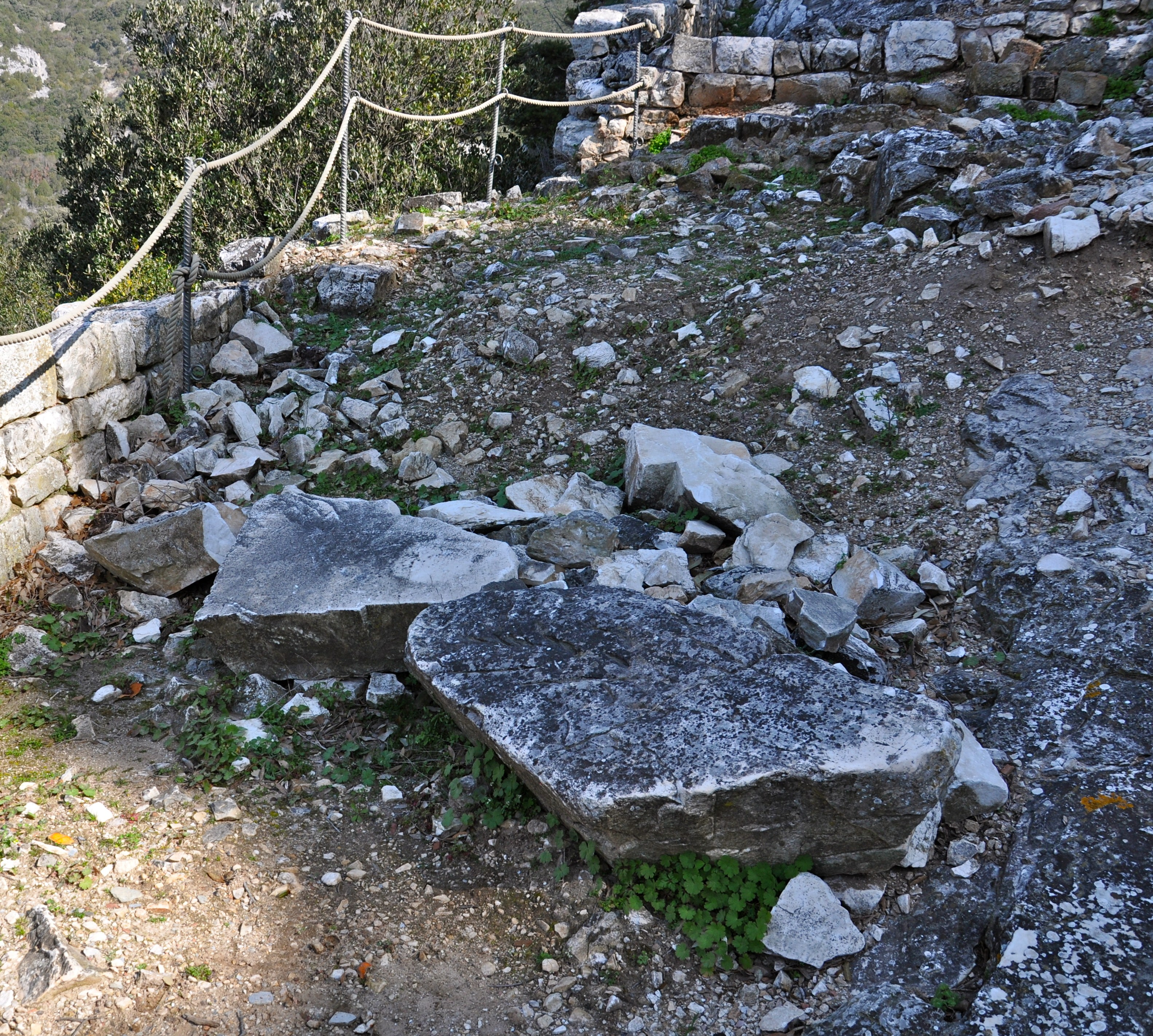
Area di produzione del ferro

Il ferro per un villaggio di minatori era un bene di prima necessità, per costruire e riparare gli attrezzi da lavoro, quindi la sua produzione non era finalizzata al commercio, ma per soddisfare il fabbisogno interno. 
Il minerale usato principalmente era l'ematite proveniente dall'isola d'Elba, miscelata con la limonite delle miniere locali. 
I minerali venivano cotti all'interno di un forno, prima veniva fatta una base di carbone di legna, poi sistemata al centro la quantità di minerale da cuocere ed infine coperta nuovamente con il carbone. Con questa lavorazione si raggiungevano circa i 1000 °C, non sufficienti alla fusione del ferro, ma con questa cottura si formava la bluma, una spugna ferrosa che veniva poi cementata a caldo e lavorata alla forgia.

#### La forgia
L'ultima fase di lavorazione avveniva nella forgia, situata ai piedi del castello.
Il ferro semilavorato veniva nuovamente scaldato su un focolare di argilla, alimentato con l'aiuto di un mantice azionato a mano, quindi poi estratto e ribattuto dal fabbro, sopra un'incudine con una base in legno. Questa operazione veniva ripetuta finché il metallo non diventava abbastanza resistente e nel caso fossero attrezzi da lavoro, il materiale veniva anche temprato e carburato.

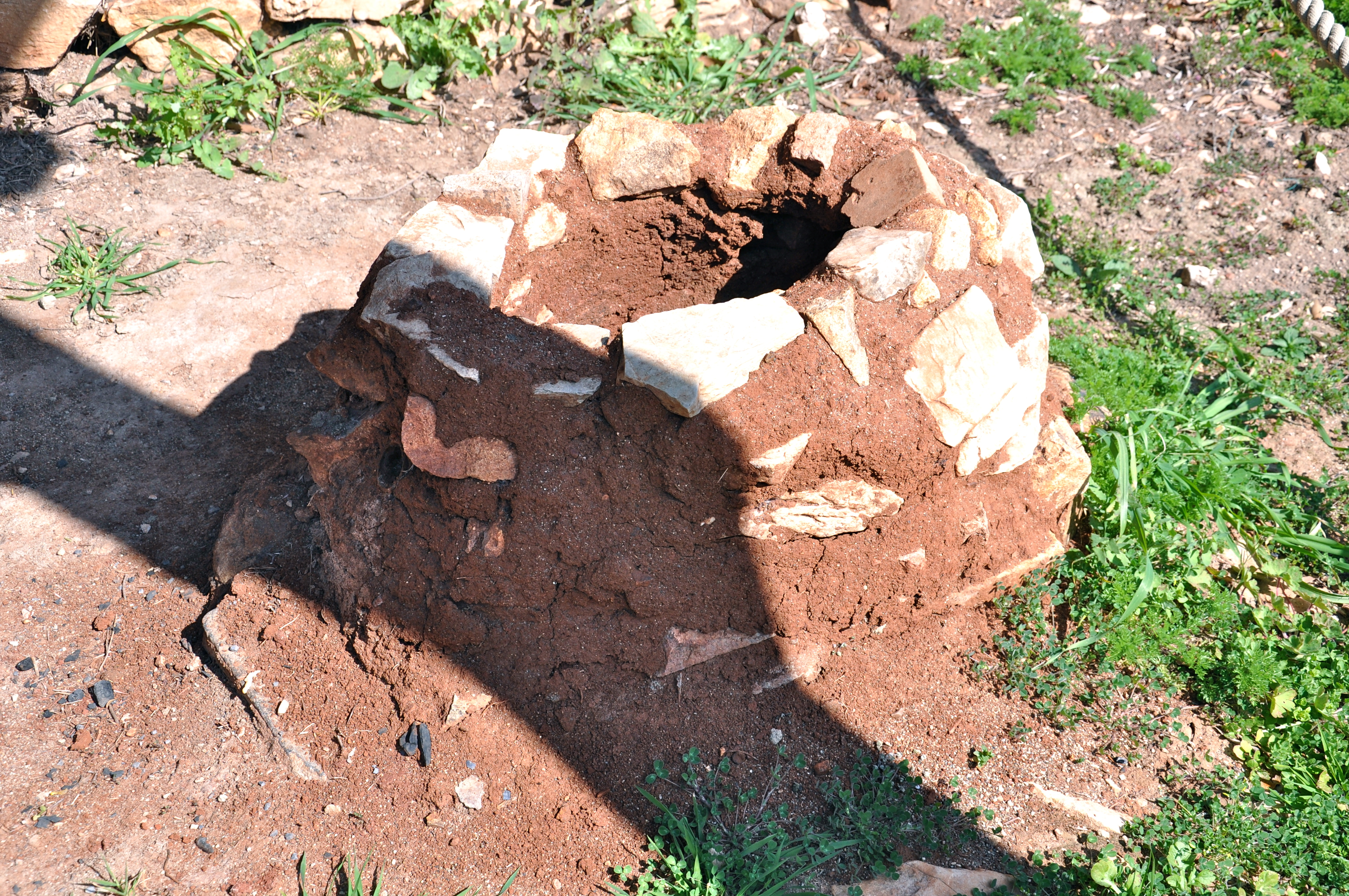
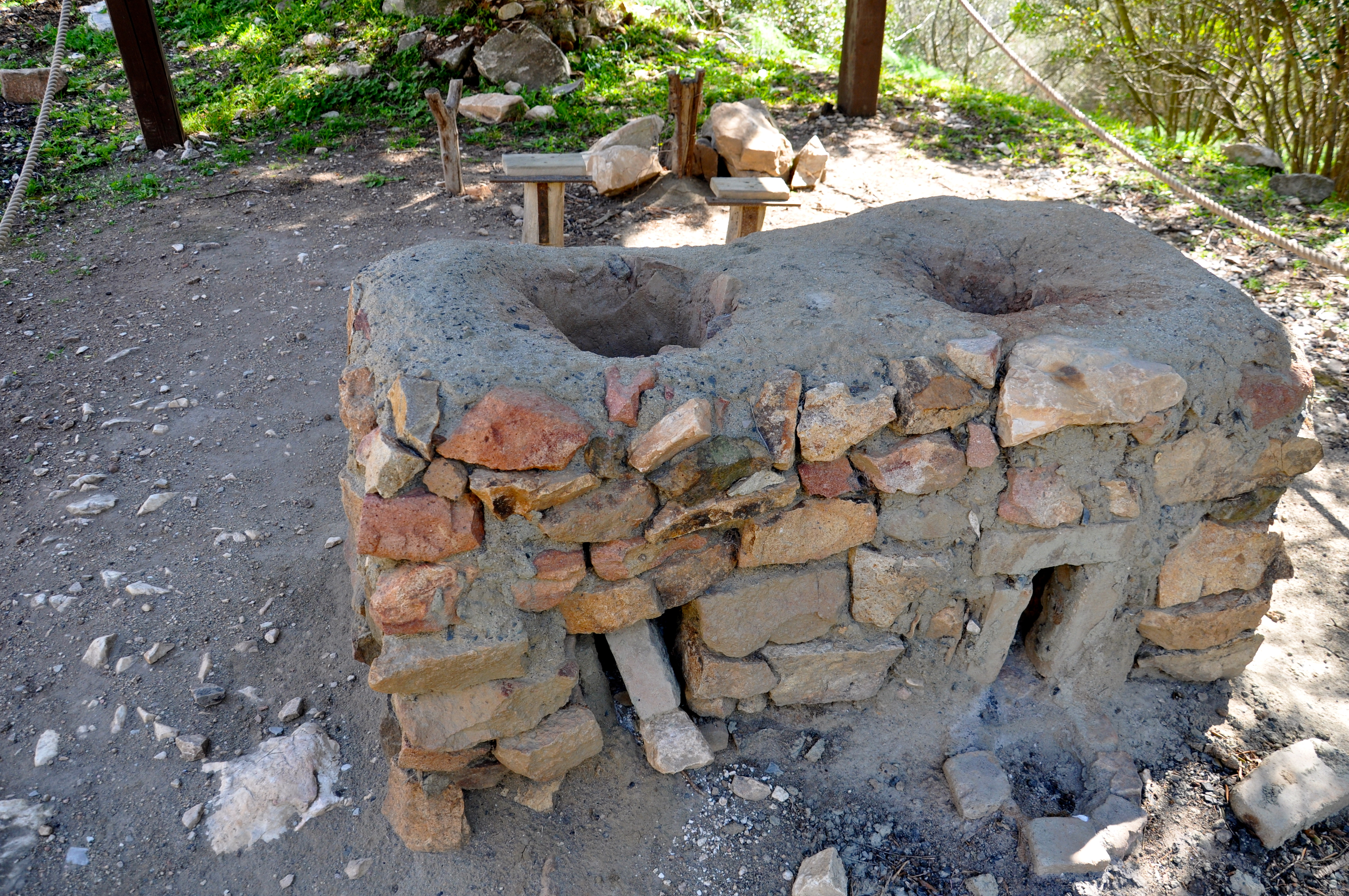
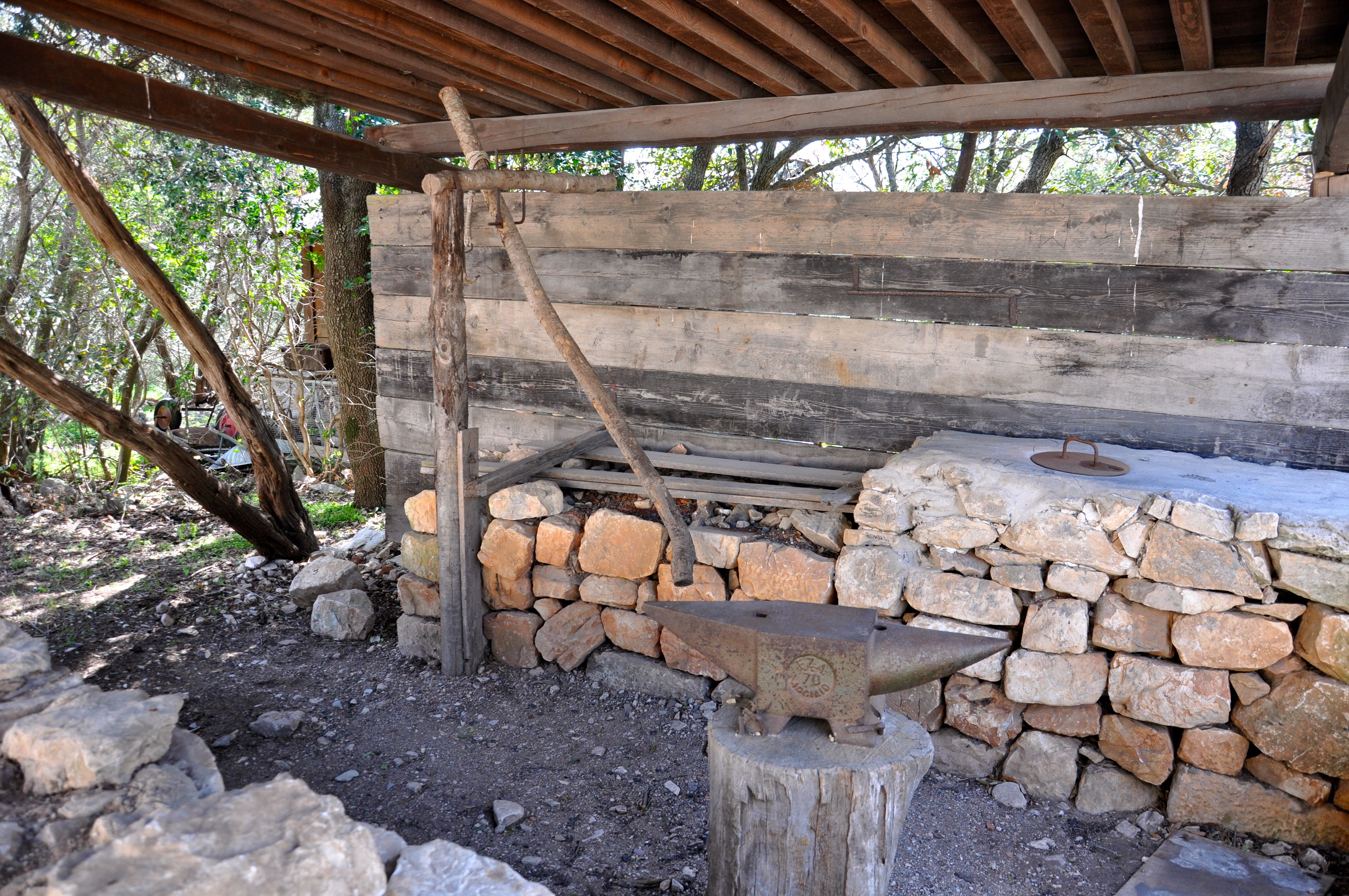

## Lo scavo archeologico
Nel 1984 è stata avviata la campagna di ricerca archeologica a cura del Dipartimento di Archeologia e Storia delle Arti dell'Università di Siena, in collaborazione con numerosi Dipartimenti universitari europei.
Le indagini sono state sostenute dall'Amministrazione comunale di Campiglia Marittima, dalla Soprintendenza Archeologica della Toscana e dalla Soprintendenza ai Beni Architettonici e Ambientali di Pisa.
Lo scavo ha compreso i 2/3 del sito, portando alla luce la vita di un villaggio bassomedievale incentrato sul lavoro di miniera, dandoci un quadro sull'organizzazione del lavoro per lo sfruttamento delle miniere, sulla lavorazione dei materiali ed in genere sulla vita di un villaggio di minatori.